# Список кавалеров ордена Святого Александра Невского (Российская Империя)
Ниже представлен полный список кавалеров ордена Святого Александра Невского Российской империи.
Основные источники, использованные при составлении списка: 
Награждённые в списке представлены в хронологическом порядке.

## Кавалеры эпохи Александра II
1. 12 марта 1855 — Сольмс-Браунфельс, Бернгард Карл Вильгельм, принц Сольмс-Браунфельский, генерал от кавалерии ганноверской службы, (алмазные знаки — 26 августа 1856)
2. 18 марта 1855 — Вильгельм Баденский, принц Баденский
3. 18 марта 1855 — Герман Саксен-Веймар-Эйзенахский, принц Саксен-Веймар-Эйзенахский
4. 22 марта 1855 — Турн-и-Таксис, Карл Теодор фон, принц Турн-и-Таксиса, генерал от кавалерии баварской службы, (алмазные знаки — 22 марта 1855)
5. 27 марта 1855 — Аркадий (Фёдоров), архиепископ Олонецкий и Петрозаводский
6. 17 апреля 1855 — Безак, Александр Павлович, генерал-адъютант Его Императорского Величества (алмазные знаки — 16 августа 1857)
7. 17 апреля 1855 — Завадовский, Василий Петрович, тайный советник
8. 17 апреля 1855 — Квицинский, Онуфрий Александрович, генерал-лейтенант
9. 17 апреля 1855 — Кочубей, Аркадий Васильевич, действительный тайный советник (алмазные знаки — 23 апреля 1859)
10. 17 апреля 1855 — Строганов, Александр Григорьевич, граф, генерал от артиллерии, (алмазные знаки — 29 сентября 1859)
11. 17 апреля 1855 — Суворов, Александр Аркадьевич, граф, светлейший князь Италийский, генерал от инфантерии, (алмазные знаки — 30 августа 1856)
12. 17 апреля 1855 — Тенгоборский, Людвиг Валерианович, действительный тайный советник
13. 17 апреля 1855 — Шлиппенбах, Константин Антонович, барон, генерал-лейтенант
14. 25 мая 1855 — Серракаприола, Никола Мареска Доннорсо, герцог ди Серракаприола
15. 1 июля 1855 — Горчаков, Александр Михайлович, светлейший князь
16. 19 июля 1855 — Лехнер, Андрей Андреевич, инженер-генерал
17. 14 декабря 1855 — Назимов, Владимир Иванович, генерал от инфантерии, (алмазные знаки — 1 мая 1863)
18. 1856 − Людвиг IV, великий герцог Гессенский
19. не позднее 1856 — Эрнст II, герцог Саксен-Кобург-Готский
20. 1 января 1856 — Брок, Пётр Фёдорович, действительный тайный советник (алмазные знаки — 1 января 1865)
21. 1 января 1856 — Ковалевский, Евграф Петрович, действительный тайный советник, (алмазные знаки — 1 января 1858)
22. 1 января 1856 — Митусов, Григорий Петрович, действительный тайный советник (алмазные знаки — 1 января 1862)
23. 1 января 1856 — Норов, Авраам Сергеевич, действительный тайный советник
24. 1 января 1856 — Толмачёв, Афанасий Емельянович, генерал от инфантерии, (алмазные знаки — 1 января 1865)
25. 28 января 1856 — Педру V, король Португалии
26. 24 марта 1856 — Врангель, Карл Егорович, барон, генерал от кавалерии, 24.03.1856 с мечами, (алмазные знаки — 24 марта 1861)
27. 14 апреля 1856 — Остен-Сакен, Роман Фёдорович, барон, действительный тайный советник, (алмазные знаки — 17 апреля 1860)
28. 15 апреля 1856 — Ливен, Вильгельм Карлович, барон, генерал от инфантерии, (алмазные знаки — 17 апреля 1858)
29. 30 мая 1856 — Наполеон III, император Франции
30. 4 августа 1856 — Гумбольдт, Александр фон, барон
31. 4 августа 1856 — Массов, Людвиг фон, действительный тайный советник прусской службы
32. 26 августа 1856 — Бажанов, Василий Борисович, императорский духовник, (алмазные знаки — 8 сентября 1859)
33. 26 августа 1856 — Богданович, Лука Фёдорович, адмирал (алмазные знаки — 26 сентября 1858)
34. 26 августа 1856 — Будберг, Александр Иванович, генерал от кавалерии (алмазные знаки — 30 августа 1864)
35. 26 августа 1856 — Веймарн Александр Фёдорович, действительный тайный советник (алмазные знаки — 1 января 1869)
36. 26 августа 1856 — Губе, Ромуальд Михайлович, действительный тайный советник (алмазные знаки — 8 сентября 1859)
37. 26 августа 1856 — Дюгамель, Александр Осипович, генерал от инфантерии (алмазные знаки — 30 августа 1860)
38. 26 августа 1856 — Илиодор (Чистяков), архиепископ Курский и Белогородский
39. 26 августа 1856 — Иннокентий (Вениаминов), святитель, митрополит Московский и Коломенский, (алмазные знаки — 8 апреля 1862)
40. 26 августа 1856 — Княжевич, Александр Максимович, действительный тайный советник, министр финансов России, (алмазные знаки — 1 января 1868)
41. 26 августа 1856 — Козловский, Викентий Михайлович, генерал от инфантерии, (алмазные знаки — 17 апреля 1863)
42. 26 августа 1856 — Лёвшин, Алексей Ираклиевич, действительный тайный советник (алмазные знаки — 31 декабря 1857)
43. 26 августа 1856 — Мария Александровна, императрица Российской империи
44. 26 августа 1856 — Морни, Шарль де, герцог де Морни
45. 26 августа 1856 — Мясоедов, Александр Иванович, генерал-лейтенант
46. 26 августа 1856 — Николай Вильгельм Нассауский, принц Нассауский
47. 26 августа 1856 — Перфильев, Степан Васильевич, генерал от кавалерии, (алмазные знаки — 17 апреля 1870)
48. 26 августа 1856 — Платер, Григорий Иванович, адмирал
49. 26 августа 1856 — Тучков, Павел Алексеевич (младший), генерал от инфантерии, (алмазные знаки — 17 апреля 1862)
50. 6 сентября 1856 — Радзивилл, Вильгельм Фридрих Павел, князь, генерал от инфантерии
51. 6 сентября 1856 — Рот фон Шрекенштейн, Людвиг Иоганн, барон, генерал от кавалерии прусской службы
52. 6 сентября 1856 — Фитцум фон Эгерсберг, Фридрих Август Иоганн, обер-гофмейстер
53. 8 сентября 1856 — Леопольд II, король Бельгии
54. 17 сентября 1856 — Герлах, Людвиг Фридрих Леопольд фон, генерал от инфантерии прусской службы
55. 17 сентября 1856 — Гребен, Карл фон дер, граф, генерал от кавалерии прусской службы
56. 17 сентября 1856 — Нойман-Козел, Август Вильгельм фон, генерал от инфантерии прусской службы
57. 25 ноября 1856 — Николай Николаевич Младший, великий князь
58. 6 декабря 1856 — Толстой, Алексей Петрович, граф, генерал от кавалерии
59. 6 декабря 1856 — Фролов, Пётр Николаевич, генерал от инфантерии
60. 1857 — Карл Баденский, принц Баденский
61. 1857 — Генрих Гессенский и Прирейнский, принц Гессенский
62. не позднее 1857 — Нарваэс, Рамон Мария, герцог де Валенсия
63. 26 января 1857 — Колонна-Валевский, Александр, граф внебрачный сын императора Наполеона I
64. 2 февраля 1857 — Франсиско де Асис Бурбон, король-консорт Испании, герцог Кадисский
65. 2 февраля 1857 — Хрещатицкий, Павел Степанович, генерал-лейтенант
66. 19 февраля 1857 — Осуна и Инфантадо, Мариано Тельес-Хирон и Бофор-Спонтин, герцог и гранд Испании 1-го класса, (алмазные знаки — 19 февраля 1857)
67. 6 апреля 1857 — Бенсо ди Кавур, Камилло, граф (алмазные знаки — 6 апреля 1857)
68. 6 апреля 1857 — Ламармора, Альфонсо Ферреро, маркиз делла Мармора
69. 7 апреля 1857 — Павел (Подлипский), архиепископ Черниговский и Нежинский
70. 21 мая 1857 — Вальян, Жан Батист Филибер, маршал Франции (алмазные знаки — 21 мая 1857)
71. 21 мая 1857 — Гамелен, Фердинанд Альфонс, адмирал Франции, морской министр Франции (алмазные знаки — 21 мая 1857)
72. 27 мая 1857 — Сергей Александрович, великий князь
73. 27 мая 1857 — Толстой, Иван Матвеевич, обер-гофмейстер, (алмазные знаки — 19 апреля 1864)
74. 27 мая 1857 — Чевкин, Константин Владимирович, генерал от инфантерии, (алмазные знаки — 8 сентября 1859)
75. 27 мая 1857 — Шервашидзе, Михаил Георгиевич, князь, генерал-лейтенант, (алмазные знаки — 30 августа 1861)
76. 5 июня 1857 — Багратион-Имеретинский, Александр Георгиевич, светлейший князь, генерал-адъютант Его Императорского Величества
77. 10 июня 1857 — Фердинанд, принц Датский
78. 27 августа 1857 — Дмитриев, Александр Петрович, тайный советник
79. 30 августа 1857 — Барятинский, Александр Иванович, князь, генерал от инфантерии
80. 30 августа 1857 — Гринвальд, Родион Егорович, генерал от кавалерии, (алмазные знаки — 17 апреля 1860)
81. 30 августа 1857 — Толстой, Николай Матвеевич, генерал от инфантерии, (алмазные знаки — 28 марта 1866)
82. 1858 — Вальдерзее, Франц Генрих Георг фон, граф
83. 1 января 1858 — Брадке, Егор Фёдорович, действительный тайный советник
84. 1 января 1858 — Норов, Николай Николаевич, тайный советник
85. 1 января 1858 — Хрущов, Степан Петрович, адмирал
86. 13 января 1858 — Путятин, Евфимий Васильевич, граф, адмирал
87. 19 февраля 1858 — Маркус, Михаил Антонович, тайный советник
88. 23 марта 1858 — Михаил (Голубович), архиепископ Минский и Бобруйский
89. 17 апреля 1858 — Виельгорский, Матвей Юрьевич, граф, обер-гофмейстер, (алмазные знаки — 30 августа 1860)
90. 17 апреля 1858 — Зиновьев, Николай Васильевич, генерал-лейтенант, (алмазные знаки — 30 августа 1863)
91. 17 апреля 1858 — Клюпфель, Владислав Филиппович, генерал от кавалерии, (алмазные знаки — 30 августа 1876)
92. 17 апреля 1858 — Рокасовский, Платон Иванович, барон, генерал от инфантерии, (алмазные знаки — 11 июля 1862)
93. 19 апреля 1858 — Брей-Штейнбург, Отто, граф министр-президент Баварии
94. 16 августа 1858 — Людовик, Бурбон-Сицилийский, граф ди Трани, наследник Неаполитанского престола (не царствовал)
95. 16 августа 1858 — Виллем, принц Оранский
96. 13 сентября 1858 — Евдокимов, Николай Иванович, граф, генерал от инфантерии, 13.09.1858 с мечами, (алмазные знаки — 1863)
97. 15 сентября 1858 — Бонапарт, Наполеон Жозеф, титулярный император французов
98. 15 сентября 1858 — Фундуклей, Иван Иванович, действительный тайный советник, (алмазные знаки — 17 апреля 1862)
99. 26 сентября 1858 — Константин Константинович, великий князь
100. 6 декабря 1858 — Катенин, Александр Андреевич, генерал от инфантерии
101. 1859 — Маттеос I (Чухаджян), католикос всех армян
102. 1 января 1859 — Сенявин, Лев Григорьевич, тайный советник
103. 1 января 1859 — Тымовский, Осип Игнатьевич, действительный тайный советник
104. 8 февраля 1859 — Бутурлин, Сергей Петрович, генерал от инфантерии, (алмазные знаки — 30 августа 1867)
105. 12 апреля 1859 — Анатолий (Мартыновский), архиепископ Могилёвский и Мстиславский
106. 12 апреля 1859 — Афанасий (Соколов), архиепископ Казанский и Свияжский
107. 12 апреля 1859 — Борх, Александр Михайлович, действительный тайный советник, (алмазные знаки — 23 апреля 1861)
108. 12 апреля 1859 — Мандерштерн, Карл Егорович, генерал от инфантерии
109. 12 апреля 1859 — Панаев, Владимир Иванович, тайный советник
110. 23 апреля 1859 — Броневский, Дмитрий Богданович, генерал-лейтенант
111. 23 апреля 1859 — Цеймерн, Максим Карлович, действительный тайный советник, (алмазные знаки — 30 августа 1862)
112. 3 мая 1859 — Николай Михайлович, великий князь
113. 26 мая 1859 — Штегеман, Христофор Осипович, генерал от инфантерии
114. 1 июля 1859 — Арендт, Николай Фёдорович, лейб-медик Николая I, тайный советник
115. 1 июля 1859 — Ахлёстышев, Дмитрий Дмитриевич, генерал-лейтенант, (алмазные знаки — 4 февраля 1865)
116. 3 июля 1859 — Абдул-Меджид I, султан Османской империи
117. 8 сентября 1859 — Башуцкий, Александр Данилович, тайный советник, (алмазные знаки — 1 января 1866)
118. 8 сентября 1859 — Врангель, Александр Евстафьевич, барон 08.09.1859 с мечами, (алмазные знаки — 30 августа 1861)
119. 8 сентября 1859 — Епанчин, Иван Петрович, адмирал, (алмазные знаки — 31 марта 1868)
120. 8 сентября 1859 — Замятнин, Дмитрий Николаевич, действительный тайный советник, (алмазные знаки — 16 апреля 1867)
121. 8 сентября 1859 — Мелихов, Василий Иванович, адмирал
122. 8 сентября 1859 — Трубецкой, Николай Иванович, князь, обер-гофмейстер, (алмазные знаки — 30 августа 1863)
123. 2 октября 1859 — Васильчиков, Илларион Илларионович, князь
124. 6 декабря 1859 — Филипсон, Григорий Иванович, генерал от инфантерии, 06.12.1859 с мечами, (алмазные знаки — 29 апреля 1861)
125. 31 декабря 1859 — Бутков, Владимир Петрович, действительный тайный советник, (алмазные знаки — 1 января 1865)
126. 31 декабря 1859 — Суковкин, Акинфий Петрович, тайный советник
127. 1860 — Карл Антон Гогенцоллерн-Зигмаринген, князь
128. 1860 — Карниолин-Пинский, Матвей Михайлович, сенатор
129. 22 февраля 1860 — Жандр, Андрей Андреевич, действительный тайный советник, (алмазные знаки — 1 января 1871)
130. 3 апреля 1860 — Платон (Городецкий), митрополит Киевский и Галицкий, (алмазные знаки — 21 мая 1870)
131. 17 апреля 1860 — Бушен, Христиан Николаевич, генерал от инфантерии, (алмазные знаки — 19 апреля 1864)
132. 17 апреля 1860 — Лауниц, Василий Фёдорович, генерал от кавалерии
133. 17 апреля 1860 — Прокопович-Антонский, Дмитрий Михайлович, действительный тайный советник, (алмазные знаки — 19 апреля 1864)
134. 17 апреля 1860 — Сабуров, Андрей Иванович, гофмейстер
135. 22 апреля 1860 — Потёмкин, Александр Михайлович, действительный тайный советник, (алмазные знаки — 6 декабря 1864)
136. 23 апреля 1860 — Капнист, Иван Васильевич, тайный советник
137. 26 июня 1860 — Дмитрий Константинович, великий князь
138. 7 августа 1860 — Филипп, граф Фландрии
139. 30 августа 1860 — Рамзай, Эдуард Андреевич, барон, генерал от инфантерии, (алмазные знаки — 17 марта 1863)
140. 17 октября 1860 — Павел Александрович, великий князь
141. 1 января 1861 — Апрелев, Иван Фёдорович, сенатор, тайный советник, (алмазные знаки — 1 января 1869)
142. 1 января 1861 — Буксгевден, Пётр Фёдорович, граф
143. 23 апреля 1861 — Лутковский, Иван Сергеевич, генерал от артиллерии, (алмазные знаки — 19 апреля 1864)
144. 23 апреля 1861 — Репинский, Козьма Григорьевич, действительный тайный советник, (алмазные знаки — 17 июля 1869)
145. 30 августа 1861 — Мальцов, Иван Сергеевич, действительный тайный советник
146. 30 августа 1861 — Джамбакуриан-Орбелиани, Григорий Дмитриевич, князь, генерал от инфантерии, (алмазные знаки — 20 июля 1864)
147. 24 октября 1861 — Евсевий (Ильинский), архиепископ Тверской и Кашинский, (алмазные знаки — 22 октября 1871)
148. 8 ноября 1861 — Михаил Михайлович, великий князь
149. 30 декабря 1861 — Казначеев, Александр Иванович, действительный тайный советник
150. 1 января 1862 — Данзас, Борис Карлович, действительный тайный советник
151. 1 января 1862 — Чертов, Павел Аполлонович, генерал от инфантерии
152. 23 января 1862 — Луиш I, король Португалии
153. 27 января 1862 — Голицын, Андрей Михайлович, князь
154. 13 марта 1862 — Бисмарк, Отто фон, первый канцлер Германской империи
155. 17 апреля 1862 — Вольф, Николай Иванович, генерал-лейтенант, (алмазные знаки — 4 апреля 1865)
156. 17 апреля 1862 — Сорокин, Алексей Фёдорович, инженер-генерал, (алмазные знаки — 31 марта 1868)
157. 17 апреля 1862 — Станюкович, Михаил Николаевич, адмирал
158. 17 апреля 1862 — Титов, Владимир Павлович, действительный тайный советник, (алмазные знаки — 1 января 1869)
159. 17 апреля 1862 — Якобсон, Иван Давидович, действительный тайный советник, (алмазные знаки — 19 апреля 1864)
160. 17 апреля 1862 — Яковлев, Григорий Кузьмич, генерал от артиллерии, (алмазные знаки — 30 августа 1868)
161. 16 мая 1862 — Брюммер, Эдуард Владимирович, генерал от артиллерии, (алмазные знаки — 17 апреля 1865)
162. 16 мая 1862 — Хрулёв, Степан Александрович, генерал-лейтенант
163. 27 июля 1862 — Вячеслав Константинович, великий князь
164. 30 августа 1862 — Милютин, Дмитрий Алексеевич, генерал-фельдмаршал, (алмазные знаки — 19 апреля 1864)
165. 8 сентября 1862 — Желтухин, Владимир Петрович, генерал от инфантерии, (алмазные знаки — 17 апреля 1870)
166. 10 октября 1862 — Мунк, Иван Иванович, генерал от инфантерии
167. 8 ноября 1862 — Мерхилевич, Сигизмунд Венедиктович, генерал от артиллерии, (алмазные знаки — 4 апреля 1865)
168. 7 декабря 1862 — Баранцов, Александр Алексеевич, граф, генерал-лейтенант, (алмазные знаки — 4 апреля 1865)
169. 1863 — Георг I, король Греции
170. 1 января 1863 — Трубецкой, Пётр Иванович, князь, генерал от кавалерии
171. 31 марта 1863 — Евсевий (Орлинский), архиепископ Могилёвский и Мстиславский, (алмазные знаки — 31 марта 1868)
172. 17 апреля 1863 — Ланской, Павел Петрович, генерал от кавалерии, (алмазные знаки — 28 марта 1866)
173. 17 апреля 1863 — Монтрезор, Карл Лукьянович, генерал от кавалерии, (алмазные знаки — 2 июля 1869)
174. 17 апреля 1863 — Энегольм, Александр Ильич, действительный тайный советник
175. 30 августа 1863 — Баранов, Эдуард Трофимович, граф, генерал-лейтенант, (алмазные знаки — 14 июня 1867)
176. 30 августа 1863 — Георгий Михайлович, великий князь
177. 2 сентября 1863 — Людвиг II, король Баварии
178. 6 декабря 1863 — Толстой, Александр Николаевич, граф, обер-шенк
179. 14 декабря 1863 — Фитингоф, Иван Андреевич, барон, генерал от кавалерии
180. 26 декабря 1863 — Ржевуский, Адам Адамович, граф, генерал от кавалерии
181. 1864 — Вильгельм Гессенский, принц Гессенский
182. 1864 — Притвиц, Карл Карлович, барон, генерал от кавалерии, (алмазные знаки — 19 сентября 1874)
183. 1864 — Унгерн-Штернберг Эрнест Романович, барон, тайный советник
184. 1864 — Таубенгейм, Вильгельм фон, граф, камергер и обер-шталмейстер вюртембергской службы (алмазные знаки)
185. не позднее 1864 — Ланн, Луи Наполеон Огюст, герцог де Монтебелло
186. не позднее 1864 — Карл Август, наследный принц Саксен-Веймар-Эйзенахский
187. не позднее 1864 — Вильгельм, принц Шлезвиг-Гольштейн-Зондербург-Глюксбургский
188. 1 января 1864 — Будберг, Андрей Фёдорович, барон (алмазные знаки — 1 января 1875)
189. 1 января 1864 — Зуров, Елпидифор Антиохович, действительный тайный советник, (алмазные знаки — 19 апреля 1869)
190. 25 января 1864 — Пётр Николаевич, великий князь
191. 19 апреля 1864 — Бельгард, Карл Александрович, генерал-лейтенант
192. 19 апреля 1864 — Врангель, Карл Карлович, барон, генерал от инфантерии, (алмазные знаки — 27 апреля 1867)
193. 19 апреля 1864 — Врангель, Роман Егорович, барон, генерал от артиллерии
194. 19 апреля 1864 — Долгоруков, Владимир Андреевич, князь, генерал от кавалерии, (алмазные знаки — 30 августа 1866)
195. 19 апреля 1864 — Корф, Павел Иванович, барон, генерал-адъютант, (алмазные знаки — 10 августа 1866)
196. 19 апреля 1864 — Крылов, Сергей Сергеевич, генерал от инфантерии
197. 19 апреля 1864 — Кутневич, Василий Иванович, главный священник армии и флота Российской империи
198. 19 апреля 1864 — Муханов, Николай Алексеевич, действительный тайный советник, (алмазные знаки — 20 апреля 1869)
199. 19 апреля 1864 — Неофит (Соснин), архиепископ Пермский и Верхотурский
200. 19 апреля 1864 — Норденстам, Иван Иванович, барон, генерал от инфантерии, (алмазные знаки — 6 января 1873)
201. 19 апреля 1864 — Щербинин, Михаил Павлович, действительный тайный советник, (алмазные знаки — 17 апреля 1870)
202. 6 июня 1864 — Александр, принц Прусский
203. 6 июня 1864 — Георг, принц Прусский
204. 22 июня 1864 — Стефан, эрцгерцог Австрийский
205. 10 августа 1864 — Безобразов, Сергей Дмитриевич, генерал от кавалерии, (алмазные знаки — 16 октября 1868)
206. 10 августа 1864 — Сталь-фон-Гольштейн, Иван Карлович, генерал от кавалерии
207. 30 августа 1864 — Бибиков, Илья Гаврилович, генерал-адъютант Его Императорского Величества (алмазные знаки — 21 декабря 1866)
208. 30 августа 1864 — Мансуров, Александр Павлович, генерал от инфантерии
209. 30 августа 1864 — Яфимович, Николай Матвеевич, генерал от артиллерии
210. 2 сентября 1864 — Эрнст Август II, кронпринц Ганноверский
211. 12 сентября 1864 — Вильгельм II, король Вюртемберга
212. 14 ноября 1864 — Кокошкин, Николай Александрович, действительный тайный советник
213. 1865 − Шварц, Владимир Максимович, генерал от артиллерии (алмазные знаки — 28 марта 1871)
214. не позднее 1865 — Канробер, Франсуа, маршал Франции
215. 1 января 1865 — Дашков, Яков Андреевич, действительный тайный советник
216. 1 января 1865 — Капгер, Иван Христианович, тайный советник
217. 1 января 1865 — Метлин, Николай Фёдорович, адмирал, (алмазные знаки — 1 января 1870)
218. 4 апреля 1865 — Арапов, Александр Николаевич, генерал-лейтенант
219. 4 апреля 1865 — Валуев, Пётр Александрович, граф (алмазные знаки — 9 марта 1868)
220. 4 апреля 1865 — Герстфельд, Эдуард Иванович, инженер-генерал, (алмазные знаки — 1 января 1876)
221. 4 апреля 1865 — Делянов, Иван Давыдович, граф, действительный тайный советник, (алмазные знаки — 1 января 1870)
222. 4 апреля 1865 — Жерков, Александр Васильевич, генерал от инфантерии
223. 4 апреля 1865 — Заболоцкий, Василий Иванович, генерал-лейтенант
224. 4 апреля 1865 — Левшин, Дмитрий Сергеевич, генерал от инфантерии
225. 4 апреля 1865 — Миллер, Иван Петрович, генерал-лейтенант
226. 4 апреля 1865 — Политковский, Владимир Гаврилович, генерал-лейтенант
227. 4 апреля 1865 — Саклен, Лаврентий Лаврентьевич, барон, тайный советник
228. 4 апреля 1865 — Сутгоф, Александр Николаевич, генерал от инфантерии, (алмазные знаки — 28 августа 1869)
229. 4 апреля 1865 — Ферзен, Павел Карлович, обер-егермейстер, (алмазные знаки — 20 мая 1868)
230. 4 апреля 1865 — Филофей (Успенский), митрополит Киевский и Галицкий, (алмазные знаки — 31 марта 1874)
231. 4 апреля 1865 — Фредерикс, Борис Андреевич, барон, (алмазные знаки — 31 марта 1868)
232. 17 апреля 1865 — Бебутов, Давид Осипович, князь, генерал-лейтенант
233. 15 мая 1865 — Альфред Саксен-Кобург-Готский, Герцог Эдинбургский
234. 17 мая 1865 — Ланской, Пётр Петрович, генерал от кавалерии, (алмазные знаки — 25 июня 1868)
235. 19 мая 1865 — Август, инфант Португалии
236. 19 мая 1865 — Карлуш I, король Португалии
237. 30 мая 1865 — Наполеон Эжен, титулярный император Франции
238. 22 июля 1865 — Лужин, Иван Дмитриевич, генерал-лейтенант
239. 30 августа 1865 — Гильденштуббе, Александр Иванович, генерал от инфантерии, (алмазные знаки — 27 июля 1869)
240. 30 августа 1865 — Огарёв, Николай Александрович, генерал-лейтенант
241. ок. 1866 — Людвиг Виктор Австрийский
242. 1 января 1866 — Мордвинов, Александр Николаевич, действительный тайный советник
243. 27 марта 1866 — Непокойчицкий, Артур Адамович, генерал от инфантерии, (алмазные знаки — 17 апреля 1870)
244. 27 марта 1866 — Филарет (Гумилевский), архиепископ Черниговский и Нежинский
245. 28 марта 1866 — Кохиус, Василий Петрович, полный генерал, (алмазные знаки — 16 апреля 1872)
246. 28 марта 1866 — Крыжановский, Николай Андреевич, генерал от артиллерии, (алмазные знаки — 18 апреля 1873)
247. 28 марта 1866 — Петухов, Николай Михайлович, тайный советник
248. 28 марта 1866 — Сабуров, Алексей Иванович, генерал от кавалерии, (алмазные знаки — 19 марта 1871)
249. 28 марта 1866 — Шамшин, Иван Фёдорович,
250. 21 апреля 1866 — Мейер, Карл Карлович, генерал-лейтенант
251. 23 апреля 1866 — Отто I, король Баварии
252. 30 апреля 1866 — Александр Михайлович, великий князь
253. 28 октября 1866 — Епанчин, Николай Петрович, адмирал, (алмазные знаки — 28 марта 1871)
254. 8 ноября 1866 — Карцов, Александр Петрович, генерал от инфантерии, (алмазные знаки — 19 августа 1872)
255. 8 ноября 1866 — Николаи, Александр Павлович, барон, действительный тайный советник (алмазные знаки — 30 августа 1870)
256. 8 ноября 1866 — Святополк-Мирский, Дмитрий Иванович, князь, генерал от инфантерии, (алмазные знаки — 30 августа 1870)
257. 13 ноября 1866 — Кривопишин, Иван Григорьевич, генерал-лейтенант
258. 23 ноября 1866 — Геворг IV, Патриарх и Католикос всех армян
259. не позднее 1867 — Карл, герцог Шлезвиг-Гольштейн-Зондербург-Глюксбургский
260. 1 января 1867 — Венцель, Карл-Бургард Карлович, сенатор
261. 1 января 1867 — Милютин, Николай Алексеевич, тайный советник
262. 1 января 1867 — Штакельберг, Эрнест Густавович, граф, генерал от артиллерии
263. 12 марта 1867 — Фридерици, Ермолай Карлович, генерал от инфантерии
264. 16 апреля 1867 — Григорий (Миткевич), архиепископ Калужский и Боровский, (алмазные знаки — 31 марта 1874)
265. 16 апреля 1867 — Димитрий (Муретов), архиепископ Херсонский и Одесский, (алмазные знаки — 28 марта 1871)
266. 16 апреля 1867 — Макарий (Булгаков), митрополит Московский и Коломенский, (алмазные знаки — 28 марта 1871)
267. 17 апреля 1867 — Глинка-Маврин, Борис Григорьевич, генерал от инфантерии, (алмазные знаки — 16 апреля 1872)
268. 17 апреля 1867 — Корнилов, Пётр Петрович, генерал-лейтенант
269. 17 апреля 1867 — Назимов, Владимир Николаевич, генерал от инфантерии, (алмазные знаки — 29 марта 1875)
270. 23 апреля 1867 — Велио, Осип Осипович, барон
271. 23 апреля 1867 — Краббе, Николай Карлович, адмирал, (алмазные знаки — 30 августа 1871)
272. 23 апреля 1867 — Медем, Николай Васильевич, барон, генерал от кавалерии
273. 25 июня 1867 — Мольтке, Хельмут Карл Бернхард фон, граф, генерал-фельдмаршал, (алмазные знаки — 25 июня 1867)
274. 27 июня 1867 — Умберто I, король Италии
275. 30 августа 1867 — Адлерберг, Александр Владимирович, генерал-лейтенант, (алмазные знаки — 17 апреля 1871)
276. 30 августа 1867 — Манюкин, Захар Степанович, генерал от инфантерии, (алмазные знаки — 4 март 1874)
277. 30 августа 1867 — Мельников, Павел Петрович, инженер-генерал, (алмазные знаки — 28 октября 1872)
278. 18 октября 1867 — Гейден, Логин Логинович, адмирал, (алмазные знаки — 17 ноября 1870)
279. не позднее 1868 — Реньо де Сен-Жан д’Анжели, Огюст Мишель Этьен, маршал Франции
280. 1 января 1868 — Войцехович Алексей Иванович, действительный тайный советник (алмазные знаки — 21 февраля 1876)
281. 1 января 1868 — Ламанский Иван Иванович, тайный советник
282. 7 января 1868 — Ольденбургский, Александр Петрович, принц Ольденбургский
283. 7 января 1868 — Толстой, Павел Дмитриевич, граф, тайный советник
284. 31 марта 1868 — Антоний (Шокотов), архиепископ Кишинёвский и Хотинский
285. 31 марта 1868 — Гейден, Фёдор Логинович, генерал от инфантерии, (алмазные знаки — 28 января 1872)
286. 31 марта 1868 — Иоанникий (Горский), архиепископ Херсонский и Одесский
287. 31 марта 1868 — Парфений (Попов), архиепископ Иркутский и Нерчинский
288. 31 марта 1868 — Пеликан Венцеслав Венцеславович, действительный тайный советник, (алмазные знаки — 22 марта 1873)
289. 31 марта 1868 — Рейтерн, Михаил Христофорович, граф, действительный тайный советник, (алмазные знаки — 13 апреля 1875)
290. 31 марта 1868 — Тотлебен, Эдуард Иванович, граф, инженер-генерал, (алмазные знаки — 28 марта 1871)
291. 31 марта 1868 — Ушаков, Александр Клеонакович, генерал от инфантерии, (алмазные знаки — 1872)
292. 31 марта 1868 — Хрущёв, Александр Петрович, генерал от инфантерии, (алмазные знаки — 16 апреля 1872)
293. 27 апреля 1868 — Энгельгардт, Антон Евстафьевич, барон, генерал от кавалерии
294. 20 мая 1868 — Козлянинов, Николай Фёдорович, генерал от инфантерии, (алмазные знаки — 29 мая 1885)
295. 20 мая 1868 — Миттон, Роман Романович, генерал от артиллерии
296. 20 мая 1868 — Николай II, император Всероссийский
297. 20 мая 1868 — Стенбок, Юлий Иванович, граф, обер-гофмейстер, (алмазные знаки — 16 апреля 1872)
298. 20 мая 1868 — Урусов, Михаил Александрович, князь, генерал от кавалерии, (алмазные знаки — 26 марта 1871)
299. 20 мая 1868 — Фридрихс, Александр Карлович, генерал от инфантерии, (алмазные знаки — 30 августа 1874)
300. 1869 — Жуковский, Григорий Васильевич, генерал-лейтенант
301. ок.1863/1869 — Август, принц Шведский и Норвежский, герцог Даларна
302. ок.1868/1869 — Никола I, король Черногории
303. 1 января 1869 — Гревениц, Александр Фёдорович, барон, (алмазные знаки — 17 апреля 1875)
304. 1 января 1869 — Топильский, Михаил Иванович, тайный советник
305. 16 марта 1869 — Александр Нидерландский, принц Оранский
306. 20 апреля 1869 — Алексий (Ржаницын), архиепископ Рязанский и Зарайский
307. 20 апреля 1869 — Кнорринг, Роман Иванович, генерал от артиллерии
308. 20 апреля 1869 — Резвой, Орест Павлович, генерал от артиллерии, (алмазные знаки — 30 августа 1875)
309. 20 апреля 1869 — Синельников, Николай Петрович, генерал от кавалерии
310. 20 апреля 1869 — Тимашев, Александр Егорович, генерал от кавалерии, (алмазные знаки — 13 апреля 1875)
311. 20 апреля 1869 — Устрялов, Фёдор Герасимович, тайный советник
312. 24 апреля 1869 —— Роде, Андрей Карлович, генерал-лейтенант
313. 9 июня 1869 — Александр Александрович, великий князь
314. 10 августа 1869 — Кароль I, король Румынии
315. 30 августа 1869 — Лорис-Меликов, Михаил Тариэлович, министр внутренних дел Российской империи, (алмазные знаки — 8 сентября 1871)
316. 13 октября 1869 — Сергей Михайлович, великий князь
317. 2 ноября 1869 — Вестман, Владимир Ильич, действительный тайный советник
318. 1870 — Бибиков Виктор Александрович, тайный советник и шталмейстер
319. 1870 — Яфимович, Михаил Матвеевич, генерал-лейтенант
320. 1 января 1870 — Крузенштерн, Александр Иванович, действительный тайный советник
321. 1 января 1870 — Новосильский, Фёдор Михайлович, адмирал, (алмазные знаки — 1 января 1870)
322. 1 января 1870 — Тройницкий, Александр Григорьевич, тайный советник
323. 1 января 1870 — Фишер, Константин Иванович, действительный тайный советник, (алмазные знаки — 17 апреля 1875)
324. 3 марта 1870 — Россет, Аркадий Осипович, генерал-лейтенант
325. 12 апреля 1870 — Филарет (Малышевский), епископ Нижегородский и Арзамасский
326. 17 апреля 1870 — Бреверн, Егор Иванович, действительный тайный советник, (алмазные знаки — 15 мая 1883)
327. 17 апреля 1870 — Гечевич, Лев Викентьевич, генерал-лейтенант
328. 17 апреля 1870 — Исаков, Николай Васильевич, генерал от инфантерии, (алмазные знаки — 30 августа 1875)
329. 17 апреля 1870 — Кауфман, Константин Петрович фон, инженер-генерал, (алмазные знаки — 30 августа 1872)
330. 17 апреля 1870 — Кистер Карл Карлович, барон, действительный тайный советник, (алмазные знаки — 17 апреля 1877)
331. 17 апреля 1870 — Потапов, Александр Львович, генерал от кавалерии, (алмазные знаки — 30 августа 1872)
332. 17 апреля 1870 — Ризенкампф, Егор Евстафьевич, генерал от инфантерии
333. 17 апреля 1870 — Тарновский, Александр Петрович, тайный советник
334. 17 апреля 1870 — Швебс, Карл-Густав Александрович, генерал-лейтенант, (алмазные знаки — 17 мая 1874)
335. 17 апреля 1870 — Шернваль-Валлен, Эмилий Карлович, барон, действительный тайный советник, (алмазные знаки — 19 февраля 1880)
336. 17 апреля 1870 — Шувалов, Пётр Андреевич, граф, генерал от кавалерии, (алмазные знаки — 11 января 1874)
337. 29 апреля 1870 — Толстой, Егор Петрович, граф, генерал-лейтенант
338. 22 июня 1870 — Минквиц, Александр Фёдорович, генерал от инфантерии, (алмазные знаки — 22 июня 1875)
339. 26 августа 1870 — Тулубьев, Алексей Александрович, генерал от инфантерии
340. 30 августа 1870 — Баранов, Николай Трофимович, граф, генерал-лейтенант, (алмазные знаки — 20 апреля 1880)
341. 30 августа 1870 — Голицын, Владимир Дмитриевич, светлейший князь, (алмазные знаки — 16 августа 1874)
342. 30 августа 1870 — Немчинов, Александр Петрович, генерал от артиллерии
343. 30 августа 1870 — Трепов, Фёдор Фёдорович, генерал от кавалерии, (алмазные знаки — 8 апреля 1873)
344. 29 ноября 1870 — Яфимович, Владимир Матвеевич, генерал от артиллерии, (алмазные знаки — 30 августа 1875)
345. 1 января 1871 — Муханов, Павел Александрович, действительный тайный советник
346. 2 марта 1871 — Шанц, Иван Иванович, адмирал, (алмазные знаки — 4 апреля 1876)
347. 18 марта 1871 — Игнатьев, Николай Павлович, граф, генерал от инфантерии, (алмазные знаки — 4 апреля 1876)
348. 28 марта 1871 — Баумгартен, Александр Карлович, генерал-лейтенант
349. 28 марта 1871 — Белевцов, Дмитрий Николаевич, генерал-лейтенант, (алмазные знаки — 1876)
350. 28 марта 1871 — Волков, Пётр Николаевич, генерал от кавалерии, (алмазные знаки — 30 августа 1875)
351. 28 марта 1871 — Волков, Сергей Иванович, генерал от инфантерии
352. 28 марта 1871 — Корсаков, Николай Дмитриевич, генерал от кавалерии, (алмазные знаки — 30 августа 1875)
353. 28 марта 1871 — Ламздорф, Николай Матвеевич, генерал-адъютант, граф, (алмазные знаки — 1874)
354. 28 марта 1871 — Нирод, Александр Евстафьевич, граф, генерал от кавалерии
355. 28 марта 1871 — Роговский, Михаил Мартынович, генерал от инфантерии
356. 28 марта 1871 — Сербинович, Константин Степанович, тайный советник
357. 28 марта 1871 — Скалон, Антон Антонович, генерал-лейтенант
358. 28 марта 1871 — Строганов, Григорий Александрович, шталмейстер, (алмазные знаки — 17 апреля 1876)
359. 28 марта 1871 — Толстой, Дмитрий Андреевич, граф, действительный тайный советник, (алмазные знаки — 13 апреля 1875)
360. 28 марта 1871 — Урусов, Сергей Николаевич, князь, действительный тайный советник, (алмазные знаки — 13 апреля 1875)
361. 28 марта 1871 — Щулепников, Александр Васильевич, адмирал, (алмазные знаки — 1 апреля 1879)
362. 28 марта 1871 — Яников, Иван Иванович, тайный советник
363. 16 апреля 1871 — Паткуль, Александр Владимирович, генерал от инфантерии, (алмазные знаки — 30 августа 1875)
364. 17 апреля 1871 — Абдул-Азиз, султан Османской империи
365. 17 мая 1871 — Георгий Александрович, наследник цесаревич и великий князь
366. 21 мая 1871 — Дельвиг, Андрей Иванович, барон, инженер-генерал, (алмазные знаки — 19 июня 1880)
367. 28 мая 1871 — Вильгельм II, император Германии
368. 27 июня 1871 — Курдюмов Петр Антонович, генерал от кавалерии
369. 4 августа 1871 — Данзас, Александр Логинович, генерал от инфантерии
370. 24 августа 1871 — Ганецкий, Иван Степанович, генерал-адъютант, (алмазные знаки — 30 августа 1874)
371. 30 августа 1871 — Бистром, Родриг Григорьевич, барон, генерал от инфантерии, (алмазные знаки — 16 августа 1874)
372. 8 сентября 1871 — Меликов, Леван Иванович, князь, генерал от кавалерии, (алмазные знаки — 19 февраля 1876)
373. 31 декабря 1871 — Корнилов, Фёдор Петрович, действительный тайный советник, (алмазные знаки — 1 января 1886)
374. 1872 — Андраши, Дьюла, министр иностранных дел Австро-Венгрии
375. 1872 — Путята, Дмитрий Васильевич, генерал от инфантерии, (алмазные знаки — 26 февраля 1888)
376. ок. 1872 — Насер ад-Дин Шах, шах Персидский
377. 1 января 1872 — Веригин, Александр Иванович, генерал от инфантерии, (алмазные знаки — 29 марта 1875)
378. 1 января 1872 — Жомини, Александр Генрихович, действительный тайный советник, (алмазные знаки — 12 апреля 1881)
379. 1 января 1872 — Жуковский, Степан Михайлович, тайный советник, (алмазные знаки — 1 января 1877)
380. 10 апреля 1872 — Перовский, Борис Алексеевич, граф, генерал от кавалерии
381. 16 апреля 1872 — Адлерберг, Николай Владимирович, генерал от инфантерии, (алмазные знаки — 17 апреля 1875)
382. 16 апреля 1872 — Багратион, Пётр Романович, князь, генерал-лейтенант, (алмазные знаки — 1 января 1876)
383. 16 апреля 1872 — Врангель, Бернгард Васильевич, барон, адмирал
384. 16 апреля 1872 — Гогель, Григорий Фёдорович, генерал от инфантерии (алмазные знаки — 2 апреля 1877)
385. 16 апреля 1872 — Грейг, Самуил Алексеевич, полный генерал (алмазные знаки — 17 апреля 1877)
386. 16 апреля 1872 — Зеленой, Александр Алексеевич, генерал от инфантерии
387. 16 апреля 1872 — Истомин, Константин Иванович, адмирал
388. 16 апреля 1872 — Хрептович, Михаил Иринеевич, обер-камергер, (алмазные знаки — 17 апреля 1876)
389. 10 июля 1872 — Лангенау, Фердинанд фон, австрийский посланник, генерал от кавалерии[3]
390. 7 августа 1872 — Вильгельм, эрцгерцог Австрийский
391. 10 августа 1872 — Рейсс, Генрих, принц Рейсс-Кёстрица, генерал от кавалерии прусской службы
392. 14 августа 1872 — Чертков, Михаил Иванович, генерал от кавалерии, (алмазные знаки — 17 декабря 1877)
393. 26 августа 1872 — Генрих, принц Прусский
394. 30 августа 1872 — Левашов, Николай Васильевич, граф, генерал от инфантерии, (алмазные знаки — 16 августа 1874)
395. 30 августа 1872 — Убри, Павел Петрович, действительный тайный советник, (алмазные знаки — 1 января 1886)
396. 10 сентября 1872 — Сегеркранц, Роберт Фёдорович, генерал от артиллерии
397. 1873 — Своев, Владимир Никитич, генерал от инфантерии, (алмазные знаки — 1 января 1878)
398. ок. 1873 — Арнульф, принц Баварский
399. июль 1866 — Мантейфель, Эдвин Карл Рохус фон, генерал-фельдмаршал прусской службы, (алмазные знаки — 1873)
400. 1 января 1873 — Глазенап, Богдан Александрович фон, адмирал (алмазные знаки — 1 апреля 1879)
401. 1 января 1873 — Любимов, Николай Иванович, тайный советник
402. 1 января 1873 — Панфилов, Александр Иванович, адмирал
403. 1 января 1873 — Рёмер, Николай Фёдорович, действительный тайный советник, (алмазные знаки — 4 апреля 1876)
404. 27 февраля 1873 — Одинцов, Алексей Алексеевич, генерал от инфантерии
405. 8 апреля 1873 — Гулькевич, Николай Васильевич, тайный советник
406. 8 апреля 1873 — Нектарий (Надеждин), архиепископ Харьковский и Ахтырский
407. 8 апреля 1873 — Розен, Андрей Фёдорович, обер-гофмейстер
408. 8 апреля 1873 — Стремоухов, Пётр Николаевич, действительный тайный советник
409. 17 апреля 1873 — Пален, Константин Иванович, обер-камергер, (алмазные знаки — 17 апреля 1877)
410. 13 мая 1873 — Гирс, Александр Карлович, действительный тайный советник, (алмазные знаки — 10 декабря 1876)
411. 13 мая 1873 — Дрентельн, Александр Романович, генерал от инфантерии, (алмазные знаки — 30 августа 1882)
412. 13 мая 1873 — Козлов, Николай Илларионович, действительный тайный советник, (алмазные знаки — 30 августа 1879)
413. 13 мая 1873 — Масальский, Николай Фёдорович, генерал от артиллерии, (алмазные знаки с мечами — 17 июня 1877)
414. 13 мая 1873 — Философов, Владимир Дмитриевич, действительный тайный советник, (алмазные знаки — 30 августа 1876)
415. 4 июня 1873 — Богданович, Модест Иванович, генерал-лейтенант, (алмазные знаки — 30 августа 1878)
416. 30 августа 1873 — Анненков, Иван Васильевич, генерал-адъютант Его Императорского Величества
417. 30 августа 1873 — Краснокутский, Николай Александрович, генерал от кавалерии, (алмазные знаки — 1 января 1878)
418. 30 августа 1873 — Ламберт, Иосиф Карлович, генерал-лейтенант, граф
419. 1874 — Вюртембергский, Вильгельм Евгений, герцог Вюртемберга
420. 1874 — Вюртембергский, Евгений Вильгельм Александр Эрдман, герцог Вюртемберга
421. ок. 1874 — Иоганн Альберт, герцог Мекленбург-Шверинский
422. ок. 1874 — Пауль Фридрих, герцог Мекленбург-Шверинский
423. ок. 1874 — Фридрих Франц III, великий герцог Мекленбург-Шверинский
424. 1 января 1874 — Витте, Карл Павлович, генерал от кавалерии
425. 1 января 1874 — Меллер-Закомельский, Николай Иванович, барон, генерал от инфантерии
426. 11 января 1874 — Барятинский, Владимир Иванович, князь, генерал-лейтенант
427. 11 января 1874 — Гагарин, Григорий Григорьевич, князь, обер-гофмейстер
428. 11 января 1874 — Озеров, Александр Петрович, обер-гофмейстер, (алмазные знаки — 16 ноября 1885)
429. 31 марта 1874 — Индрениус, Бернгард Эммануилович, барон, генерал от инфантерии, (алмазные знаки — 5 июля 1876)
430. 31 марта 1874 — Козакевич, Петр Васильевич, адмирал, (алмазные знаки — 22 августа 1881)
431. 17 апреля 1874 — Долгоруков, Сергей Алексеевич, действительный тайный советник (алмазные знаки — 12 июля 1876)
432. 17 апреля 1874 — Набоков, Дмитрий Николаевич, действительный тайный советник (алмазные знаки — 19 февраля 1880)
433. 17 апреля 1874 — Танеев, Сергей Александрович, действительный тайный советник (алмазные знаки — 15 мая 1883)
434. 27 апреля 1874 — Рыдзевский, Николай Антонович, генерал-лейтенант
435. 29 мая 1874 — Гогенлоэ-Вальденбург-Шиллингфюрст, Константин, принц обер-гофмейстер
436. 30 августа 1874 — Лобанов-Ростовский, Алексей Борисович, князь, действительный тайный советник (алмазные знаки — 1 января 1878)
437. 30 августа 1874 — Суходольский, Дмитрий Петрович, генерал от кавалерии, (алмазные знаки — 30 августа 1879)
438. 25 ноября 1874 — Мак-Магон, Патрис де, президент Франции, граф, герцог де Маджента
439. 25 декабря 1874 — Редкин, Пётр Григорьевич, действительный тайный советник, (алмазные знаки — 16 апреля 1878)
440. 1875 — Гедеонов, Степан Александрович, гофмейстер
441. не позднее 1875 — Редерн Вильгельм фон, граф, генерал от кавалерии прусской службы, (алмазные знаки — 1875)
442. 1859 — Шлейниц, Александр фон, граф, действительный тайный советник прусской службы (алмазные знаки)
443. 1 января 1875 — Арцимович, Виктор Антонович, тайный советник, (алмазные знаки — 1 января 1881)
444. 1 января 1875 — Грот, Константин Карлович, действительный тайный советник, (алмазные знаки — 30 ноября 1885)
445. 1 января 1875 — Небольсин, Григорий Павлович, действительный тайный советник, (алмазные знаки — 15 мая 1883)
446. 1 января 1875 — Похвиснев, Михаил Николаевич, тайный советник
447. 1 января 1875 — Черноглазов, Владимир Григорьевич, действительный тайный советник
448. 24 февраля 1875 — Длотовский, Эраст Константинович, генерал от инфантерии, (алмазные знаки — 30 августа 1879)
449. 19 марта 1875 — Багговут, Александр Фёдорович, генерал от кавалерии, (алмазные знаки — 20 апреля 1880)
450. 29 марта 1875 — Волоцкой, Александр Алексеевич, сенатор
451. 13 апреля 1875 — Антоний (Павлинский), архиепископ Владимирский и Суздальский
452. 13 апреля 1875 — Гирс, Николай Карлович, действительный тайный советник (алмазные знаки — 15 мая 1883)
453. 13 апреля 1875 — Серафим (Аретинский), архиепископ Воронежский и Задонский
454. 13 апреля 1875 — Штиглиц, Александр Людвигович, барон, действительный тайный советник
455. 17 апреля 1875 — Грот Альфред Фёдорович, обер-шенк, (алмазные знаки — 20 апреля 1888)
456. 28 апреля 1875 — Фомин, Дмитрий Иванович, генерал-лейтенант
457. 19 мая 1875 — Буняковский, Виктор Яковлевич, вице-президент академии наук (алмазные знаки — 25 июня 1879)
458. 24 июня 1875 — Альбединский, Пётр Павлович, генерал-лейтенант
459. 24 июня 1875 — Бозе, Юлиус фон, граф (алмазные знаки с мечами)
460. 24 июля 1875 — Шторх, Николай Андреевич, действительный тайный советник
461. 30 августа 1875 — Барклай-де-Толли-Веймарн, Александр Петрович, князь, генерал-лейтенант, (алмазные знаки — 27 октября 1886)
462. 30 августа 1875 — Ган, Александр Фёдорович, генерал от инфантерии, (алмазные знаки — 30 августа 1882)
463. 30 августа 1875 — Ганецкий, Николай Степанович, генерал от инфантерии, (алмазные знаки — 15 мая 1883)
464. 30 августа 1875 — Дондуков-Корсаков, Александр Михайлович, князь, генерал от кавалерии, (алмазные знаки — 15 мая 1883)
465. 30 августа 1875 — Майдель, Егор Иванович, генерал от инфантерии, (алмазные знаки — 30 августа 1879)
466. 30 августа 1875 — Неёлов, Павел Евгеньевич, генерал-лейтенант
467. 30 августа 1875 — Ралль, Василий Фёдорович, генерал от инфантерии, (алмазные знаки — 30 августа 1879)
468. 30 августа 1875 — Сиверс, Евгений Егорович, граф, генерал от инфантерии, (алмазные знаки — 30 августа 1880)
469. 30 августа 1875 — Смельский, Елеазар Никитич, тайный советник
470. 30 августа 1875 — Сумароков-Эльстон, Феликс Николаевич, генерал-лейтенант
471. 31 августа 1875 — Александр Владимирович, великий князь
472. 30 декабря 1875 — Алексей Михайлович, великий князь
473. 1 января 1876 — Гедеонов, Иван Михайлович, генерал от инфантерии, (алмазные знаки — 9 марта 1887)
474. 1 января 1876 — Головнин, Александр Васильевич, действительный тайный советник, (алмазные знаки — 1 января 1886)
475. 1 января 1876 — Калачов, Николай Васильевич, тайный советник, (алмазные знаки — 19 февраля 1882)
476. 1 января 1876 — Крейц Генрих Киприанович, генерал от кавалерии, (алмазные знаки — 1 января 1887)
477. 1 января 1876 — Оболенский, Дмитрий Александрович, князь, действительный тайный советник
478. 1 января 1876 — Спицын, Александр Петрович, адмирал, (алмазные знаки — 6 мая 1884)
479. 4 апреля 1876 — Александровский, Василий Павлович, тайный советник
480. 4 апреля 1876 — Воеводский, Аркадий Васильевич, адмирал
481. 4 апреля 1876 — Казнаков, Николай Геннадьевич, генерал-лейтенант
482. 4 апреля 1876 — Новиков, Евгений Петрович, действительный тайный советник, (алмазные знаки — 15 мая 1883)
483. 4 апреля 1876 — Орлов, Николай Алексеевич, князь, генерал от кавалерии, (алмазные знаки — 15 мая 1883)
484. 17 апреля 1876 — Гендриков, Александр Иванович, граф, обер-шенк, (алмазные знаки — 19 февраля 1880)
485. 17 апреля 1876 — Мердер, Пётр Карлович, генерал от кавалерии, (алмазные знаки — 30 августа 1885)
486. 17 апреля 1876 — Слепцов, Павел Николаевич, генерал-лейтенант, (алмазные знаки — 20 апреля 1880)
487. 17 апреля 1876 — Сушинский, Менандр Семенович, тайный советник
488. 4 июля 1876 — Драке, Людвиг Иванович, генерал от артиллерии
489. 30 августа 1876 — Бруннер, Андрей Осипович, генерал от инфантерии, (алмазные знаки — 30 августа 1879)
490. 30 августа 1876 — Кауфман, Михаил Петрович, инженер-генерал, (алмазные знаки — 15 мая 1883)
491. 25 сентября 1876 — Икскуль Александр Карлович, тайный советник
492. 7 ноября 1876 — Кирилл Владимирович, великий князь
493. 8 ноября 1876 — Головачёв, Николай Никитич, генерал-лейтенант 08.11.1876 с мечами
494. 1877 — Евреинов, Александр Григорьевич, тайный советник
495. ок. 1877 — Фридрих Вильгельм II, великий герцог Мекленбург-Стрелица
496. не позднее 1877 — Ле Фло, Адольф, посол Франции в России
497. 1 января 1877 — Бутаков, Григорий Иванович, адмирал
498. 1 января 1877 — Панов, Николай Иванович, действительный тайный советник
499. 1 января 1877 — Стояновский, Николай Иванович, действительный тайный советник, (алмазные знаки — 15 мая 1883)
500. 23 января 1877 — Клушин, Павел Николаевич, действительный тайный советник, (алмазные знаки — 15 мая 1883)
501. 18 марта 1877 — Леонтий (Лебединский), митрополит Московский и Коломенский, (алмазные знаки — 5 апреля 1887)
502. 18 марта 1877 — Никандр (Покровский), архиепископ Тульский и Белёвский, (алмазные знаки — 15 мая 1883)
503. 27 марта 1877 — Гартман, Фома Егорович, действительный тайный советник
504. 27 марта 1877 — Самсонов, Александр Петрович, генерал-лейтенант, (алмазные знаки — 11 октября 1879)
505. 17 апреля 1877 — Вяземский, Пётр Андреевич, князь, обер-шенк
506. 17 апреля 1877 — Пургольд, Даниил Фёдорович, тайный советник, (алмазные знаки — 12 апреля 1881)
507. 17 апреля 1877 — Цыцурин, Фёдор Степанович, действительный тайный советник, (алмазные знаки — 12 апреля 1881)
508. 21 апреля 1877 — Платонов Валериан Платонович, действительный тайный советник
509. 29 апреля 1877 — Рождественский, Иван Васильевич, протоиерей Малой церкви Зимнего дворца (алмазные знаки — 21 сентября 1880)
510. 10 июня 1877 — Шумахер, Александр Данилович, действительный тайный советник, (алмазные знаки — 15 мая 1883)
511. 17 июня 1877 — Циммерман, Аполлон Эрнестович, генерал от инфантерии, 17.06.1877 с мечами, (алмазные знаки с мечами — 19 января 1879)
512. 14 сентября 1877 — Зотов, Павел Дмитриевич, генерал от инфантерии, 14.09.1877 с мечами, (алмазные знаки с мечами — 1 декабря 1877)
513. 1 декабря 1877 — Криденер, Николай Павлович, барон, генерал от инфантерии, 01.12.1877 с мечами, (алмазные знаки — 30 августа 1882)
514. 2 декабря 1877 — Гамбургер, Андрей Фёдорович, действительный тайный советник 02.12.1877 с мечами
515. 17 декабря 1877 — Мезенцов, Николай Владимирович, генерал-лейтенант, 17.12.1877 с мечами
516. 17 декабря 1877 — Меньшиков, Владимир Александрович, светлейший князь, 17.12.1877 с мечами, (алмазные знаки — 30 августа 1882)
517. 17 декабря 1877 — Радзивилл, Лев Людвигович, князь, генерал от кавалерии, (с мечами — 17 декабря 1877)
518. 1878 — Вальдемар, принц Дании
519. ок. 1878 — Фредерик VIII, король Дании
520. ок. 1878 — Фридрих Леопольд Прусский, принц Прусский
521. 1 января 1878 — Абаза, Александр Аггеевич, действительный тайный советник, (алмазные знаки — 15 мая 1883)
522. 1 января 1878 — Антонович, Платон Александрович, генерал-лейтенант
523. 1 января 1878 — Аркас, Николай Андреевич, генерал-адъютант Его Императорского Величества
524. 1 января 1878 — Витте, Фёдор Фёдорович, сенатор
525. 1 января 1878 — Петерс, Карл Карлович, действительный тайный советник
526. 1 января 1878 — Рейбниц Константин Карлович, генерал-лейтенант, (алмазные знаки — 6 мая 1884)
527. 1 января 1878 — Торнау, Николай Егорович, барон, тайный советник
528. 1 января 1878 — Ульрихс, Фёдор Юльевич, тайный советник
529. 1 января 1878 — Фейхтнер, Василий Васильевич, генерал-лейтенант, (алмазные знаки — 19 декабря 1882)
530. 1 января 1878 — Хрещатицкий, Александр Павлович, генерал от кавалерии, (алмазные знаки — 17 августа 1881)
531. 6 января 1878 — Маркус, Владимир Михайлович, действительный тайный советник (алмазные знаки — 1 января 1890)
532. 6 января 1878 — Штубендорф, Юлий Иванович, тайный советник
533. 7 января 1878 — Муханов Илья Дмитриевич, генерал от инфантерии, (алмазные знаки — 5 апреля 1892)
534. 11 января 1878 — Борис Владимирович, великий князь
535. 14 января 1878 — Верёвкин, Владимир Николаевич, генерал от инфантерии (14.01.1878 с мечами; алмазные знаки — 15 мая 1883)
536. 25 марта 1878 — Котен, Казимир Густавович, барон, генерал-лейтенант
537. 16 апреля 1878 — Антоний (Амфитеатров), архиепископ Казанский и Свияжский
538. 16 апреля 1878 — Дашков, Василий Андреевич, действительный тайный советник (алмазные знаки — 30 августа 1886)
539. 16 апреля 1878 — Дегай, Александр Павлович, действительный тайный советник
540. 16 апреля 1878 — Кармалин, Николай Николаевич, генерал от кавалерии, (алмазные знаки — 22 мая 1881)
541. 16 апреля 1878 — Пеликан, Евгений Венцеславович, тайный советник
542. 16 апреля 1878 — Серебряков, Аполлон Алексеевич, инженер-генерал, (алмазные знаки — 28 марта 1893)
543. 16 апреля 1878 — Соколовский, Лука Александрович, генерал-лейтенант, (алмазные знаки — 12 апреля 1881)
544. 17 апреля 1878 — Брун, Фёдор Антонович, тайный советник (алмазные знаки — 6 декабря 1886)
545. 23 апреля 1878 — Гельмерсен, Григорий Петрович, генерал-лейтенант инженерного корпуса
546. 4 августа 1878 — Дадиани, Григорий Леванович, светлейший князь, генерал от инфантерии 04.08.1878 с мечами
547. 10 августа 1878 — Рудольф, кронпринц и эрцгерцог Австрийский
548. 30 августа 1878 — Мордвинов, Дмитрий Сергеевич, генерал от артиллерии, (алмазные знаки — 23 мая 1881)
549. 30 августа 1878 — Ребиндер, Константин Григорьевич, генерал от инфантерии
550. 8 сентября 1878 — Здекауер, Николай Фёдорович, действительный тайный советник (алмазные знаки — 15 мая 1883)
551. 8 октября 1878 — Фридрих, эрцгерцог Австрийский, герцог Тешенский
552. 19 ноября 1878 — Базин, Иван Алексеевич, генерал-лейтенант
553. 28 ноября 1878 — Ульрих, Ромео Корнильевич, генерал-лейтенант
554. 10 декабря 1878 — Михаил Александрович, великий князь
555. 29 декабря 1878 — Тулуз-Лотрек, Валериан Александрович де, граф, генерал-лейтенант
556. 1879 — Альфонсо XII Умиротворитель, король Испании
557. 1879 — Амадей I, король Испании
558. ок. 1879 — Георг, герцог Кембриджский
559. ок. 1879 — Артур, герцог Коннаутский
560. ок. 1879 — Муцухито, император Японии
561. ок. 1879 — Леопольд Джордж Дункан Альберт, герцог Олбани
562. 1 января 1879 — Лесовский, Степан Степанович, адмирал
563. 1 января 1879 — Брауншвейг, Рудольф Иванович, сенатор, тайный советник
564. 1 января 1879 — Бутовский, Александр Иванович, действительный тайный советник
565. 1 января 1879 — Бычков, Афанасий Фёдорович, действительный тайный советник (алмазные знаки — 15 мая 1883)
566. 1 января 1879 — Домонтович, Константин Иванович, действительный тайный советник
567. 1 января 1879 — Матюнин, Андрей Ефимович, действительный тайный советник
568. 1 января 1879 — Плавский, Александр Михайлович, тайный советник
569. 1 января 1879 — Соболевский, Василий Львович, генерал-лейтенант
570. 1 января 1879 — Ширинский-Шихматов, Александр Прохорович, тайный советник
571. 7 февраля 1879 — Хоментовский Петр Михайлович, генерал от инфантерии
572. 26 февраля 1879 — Фомин, Павел Степанович, генерал-лейтенант, 26.02.1879 с мечами, (алмазные знаки — 6 мая 1884)
573. 28 марта 1879 — Тарнава-Боричевский, Иван Петрович, тайный советник
574. 1 апреля 1879 — Голубцов, Сергей Платонович, тайный советник, (алмазные знаки — 30 августа 1884)
575. 1 апреля 1879 — Гроздов, Флегонт Васильевич, тайный советник
576. 1 апреля 1879 — Никитин, Александр Павлович, генерал от артиллерии, (алмазные знаки — 30 августа 1888)
577. 1 апреля 1879 — Сколков, Иван Григорьевич, генерал-лейтенант
578. 21 июня 1879 — Кербедз, Станислав Валерианович, действительный тайный советник
579. 30 августа 1879 — Воронов, Павел Алексеевич, генерал от артиллерии
580. 30 августа 1879 — Марк, Михаил Эммануилович, генерал от инфантерии, (алмазные знаки — 21 июля 1881)
581. 1 сентября 1879 — Семека, Владимир Саввич, генерал от инфантерии, (алмазные знаки — 6 мая 1884)
582. 10 сентября 1879 — Попов, Андрей Александрович, адмирал, (алмазные знаки — 15 мая 1883)
583. 1 января 1880 — Воеводский, Степан Васильевич, адмирал (алмазные знаки — 15 мая 1883)
584. 1 января 1880 — Гернгросс Николай Александрович, действительный тайный советник
585. 1 января 1880 — Ламанский, Евгений Иванович, тайный советник
586. 1 января 1880 — Поленов, Матвей Васильевич, тайный советник
587. 1 января 1880 — Саломон, Пётр Иванович, действительный тайный советник, (алмазные знаки — 20 января 1890)
588. 1 января 1880 — Шахов, Александр Николаевич, действительный тайный советник, (алмазные знаки — 15 мая 1883)
589. 19 февраля 1880 — Маков, Лев Саввич, министр внутренних дел Российской империи
590. 19 февраля 1880 — Перетц, Егор Абрамович, действительный тайный советник
591. 19 февраля 1880 — Посьет, Константин Николаевич, адмирал, (алмазные знаки — 23 декабря 1886)
592. 19 февраля 1880 — Сольский, Дмитрий Мартынович, граф, действительный тайный советник 1-го класса, (алмазные знаки — 15 мая 1883)
593. 19 февраля 1880 — Фриш, Эдуард Васильевич, действительный тайный советник, (алмазные знаки — 1 января 1891)
594. 12 апреля 1880 — Кристофари, Николай Антонович, тайный советник
595. 12 апреля 1880 — Озеров, Сергей Петрович, генерал от инфантерии
596. 12 апреля 1880 — Унковский, Иван Семёнович, адмирал
597. 20 апреля 1880 — Дюгамель, Михаил Осипович, адмирал, (алмазные знаки — 1 января 1885)
598. 20 апреля 1880 — Кабат, Иван Иванович, тайный советник, (алмазные знаки — 14 февраля 1884)
599. 20 апреля 1880 — Кирилин, Андрей Николаевич, тайный советник
600. 20 апреля 1880 — Китицын, Павел Трофимович, тайный советник
601. 20 апреля 1880 — Ливен, Павел Иванович, светлейший князь
602. 20 апреля 1880 — Лихачёв, Иван Фёдорович, вице-адмирал, (алмазные знаки — 15 мая 1883)
603. 20 апреля 1880 — Маркус, Фёдор Михайлович, действительный тайный советник, (алмазные знаки — 6 января 1883)
604. 20 апреля 1880 — Тюрберт, Александр Антонович, тайный советник, (алмазные знаки — 27 декабря 1884)
605. 7 июня 1880 — Нарышкин, Константин Павлович, гофмейстер
606. 17 августа 1880 — Велио, Иван Осипович, барон, (алмазные знаки — 7 июня 1896)
607. 30 августа 1880 — Людерс, Карл Карлович, тайный советник
608. 30 августа 1880 — Мещеринов, Григорий Васильевич, генерал от инфантерии, (алмазные знаки — 1 августа 1887)
609. 30 августа 1880 — Семёнов, Александр Петрович, инженер-генерал
610. 21 сентября 1880 — Кетчер, Яков Яковлевич, тайный советник
611. 22 сентября 1880 — Бельгард, Валериан Александрович, генерал от инфантерии, (алмазные знаки — 30 августа 1891)
612. 12 октября 1880 — Корнилов, Иван Петрович, действительный тайный советник, (алмазные знаки — 5 апреля 1892)
613. 1 января 1881 — Грот, Яков Карлович, действительный тайный советник
614. 1 января 1881 — Заблоцкий-Десятовский, Андрей Парфёнович, действительный тайный советник
615. 1 января 1881 — Зарудный, Сергей Иванович, тайный советник
616. 1 января 1881 — Струве, Отто Васильевич, действительный тайный советник
617. 1 января 1881 — Чертков, Григорий Иванович, генерал-лейтенант, (алмазные знаки — 1 января 1884)
618. не позднее 1881 — Альбрехт, принц Пруссии
619. не позднее 1881 — Альвенслебен, Густав фон, генерал от инфантерии прусской службы
620. не позднее 1881 — Альвенслебен, Константин фон, генерал от инфантерии прусской службы
621. не позднее 1881 — Блюменталь, Леонард фон, прусский генерал-фельдмаршал
622. не позднее 1881 — Бойен, Герман фон, генерал от инфантерии прусской службы
623. не позднее 1881 — Бранденбург, Вильгельм, граф генерал от кавалерии прусской службы
624. не позднее 1881 — Вердер, Август фон, граф, генерал от инфантерии прусской службы
625. не позднее 1881 — Ганн фон Вейхерн, Бенно, генерал от кавалерии прусской службы
626. не позднее 1881 — Гольц, Карл Фридрих фон дер, граф, генерал от кавалерии прусской службы
627. не позднее 1881 — Гросс, Юлиус фон, генерал от инфантерии прусской службы
628. не позднее 1881 — Кирхбах, Гуго Эвальд фон, граф, генерал от инфантерии прусской службы
629. не позднее 1881 — Пюклер, Германн, граф, барон фон Гродиц, генерал от инфантерии прусской службы, (алмазные знаки — 1881)
630. не позднее 1881 — Тресков, Герман фон, генерал от инфантерии прусской службы, (алмазные знаки — 15 августа 1882)
631. не позднее 1881 — Швейниц, Ганс Лотар фон, генерал от инфантерии прусской службы, (алмазные знаки — не позднее 1888)
632. ок. 1881 — Густав V, король Швеции
633. ок. 1881 — Карл, принц Шведский, герцог Вестерготландский
634. 18?? — Исмаил-паша, хедив Египетский
635. 18?? — Карл III, князь Монако
636. 18?? — Констанций, архиепископ Горы Синайской
637. 18?? — Михаил Обренович III, князь Сербский
638. 18?? — Хамза-Мирза-Хишметутдаула, принц Персидский

## Кавалеры эпохи Александра III
1. 1881 — Иерофей, патриарх Иерусалимский
2. 1881 — Михаил (Йованович), митрополит Сербский
3. ок. 1881/1885 — Александр Баттенберг, князь Болгарии
4. 08.04.1881 — Шлотгейм, Карл Людвиг фон, барон, генерал от кавалерии прусской службы
5. 12.04.1881 — Баршев, Сергей Иванович, тайный советник
6. 12.04.1881 — Карель Филипп Яковлевич, тайный советник
7. 12.04.1881 — Миллер, Николай Иванович, генерал-лейтенант (бриллиантовые знаки — 24.04.1888)
8. 12.04.1881 — Островский, Михаил Николаевич, статс-секретарь Его Императорского Величества (бриллиантовые знаки — 01.01.1888)
9. 12.04.1881 — Семёнов-Тян-Шанский, Пётр Петрович, тайный советник (бриллиантовые знаки — 01.01.1900)
10. 23.05.1881 — Богуславский, Александр Петрович, генерал-лейтенант (бриллиантовые знаки — 30.08.1885)
11. 25.05.1881 — Софиано, Леонид Петрович, генерал-адъютант Его Императорского Величества (бриллиантовые знаки — 30.08.1885)
12. 27.07.1881 — Бреверн де Лагарди, Александр Иванович, граф, генерал от кавалерии (бриллиантовые знаки — 15.05.1883)
13. 22.08.1881 — Яневич-Яневский, Константин Яковлевич, статс-секретарь Его Императорского Величества (бриллиантовые знаки — 09.04.1889)
14. 30.08.1881 — Зверев, Константин Яковлевич, генерал-лейтенант (бриллиантовые знаки — 30.08.1885)
15. 30.08.1881 — Иоанникий (Руднев), архиепископ Карталинский и Кахетинский, экзарх Грузии (бриллиантовые знаки — 15.05.1883)
16. 30.08.1881 — Крейц, Пётр Киприанович, граф, генерал от кавалерии (бриллиантовые знаки — 06.12.1886)
17. 30.08.1881 — Рихтер, Оттон Борисович, генерал-лейтенант (бриллиантовые знаки — 30.08.1885)
18. 30.08.1881 — Шатилов, Павел Николаевич, генерал-лейтенант (бриллиантовые знаки — 30.08.1886)
19. 30.08.1881 — Шаховской, Алексей Иванович, князь, генерал-лейтенант
20. 1882 — Волков, Александр Павлович, тайный советник
21. 1882 — Иоаким III, Святейший Архиепископ Константинополя — Нового Рима и Вселенский Патриарх
22. 01.01.1882 — Гирс, Фёдор Карлович, тайный советник (бриллиантовые знаки — 31.07.1884)
23. 01.01.1882 — Гольтгоер, Михаил Фёдорович, тайный советник (бриллиантовые знаки — 01.01.1890)
24. 01.01.1882 — Зеленой, Семён Ильич, адмирал (бриллиантовые знаки — 01.01.1885)
25. 01.01.1882 — Катакази, Михаил Константинович, тайный советник
26. 01.01.1882 — Керн, Фёдор Сергеевич, вице-адмирал (бриллиантовые знаки — 04.06.1886)
27. 01.01.1882 — Мансуров, Николай Павлович, статс-секретарь Его Императорского Величества (бриллиантовые знаки — 01.01.1891)
28. 01.01.1882 — Селифонтов, Николай Николаевич, статс-секретарь Его Императорского Величества (бриллиантовые знаки — 01.01.1893)
29. 01.01.1882 — Турунов, Михаил Николаевич, тайный советник, сенатор
30. 01.01.1882 — Фиалковский, Антоний, архиепископ Могилевский и митрополит всех римско-католических церквей в Российской империи
31. 28.03.1882 — Паукер, Герман Егорович, генерал-лейтенант (бриллиантовые знаки — 30.08.1885)
32. 28.03.1882 — Фробен, Леонард Фёдорович, тайный советник
33. 06.04.1882 — Развадовский, Константин Иванович, граф, генерал-лейтенант
34. 06.05.1882 — Шамшев, Иван Иванович, генерал-адъютант Его Императорского Величества (бриллиантовые знаки — 07.05.1887)
35. 30.08.1882 — Копьев, Сергей Петрович, генерал-лейтенант (бриллиантовые знаки — 19.05.1889)
36. 30.08.1882 — Костанда, Апостол Спиридонович, генерал от артиллерии (бриллиантовые знаки — 06.05.1886)
37. 30.08.1882 — Манзей, Константин Николаевич, генерал-адъютант Его Императорского Величества (бриллиантовые знаки — 17.05.1890)
38. 30.08.1882 — Шувалов, Павел Андреевич, граф, генерал-лейтенант (бриллиантовые знаки — 30.08.1885)
39. 15.09.1882 — Голубев, Яков Иванович, тайный советник
40. 16.12.1882 — Жуковский, Евгений Михайлович, генерал от инфантерии
41. 1883 — Резанов, Александр Иванович, тайный советник
42. 1883 — Фердинанд I, царь Болгарии
43. 01.01.1883 — Есипович, Яков Григорьевич, тайный советник (бриллиантовые знаки — 01.01.1889)
44. 13.01.1883 — Анненков, Михаил Николаевич, генерал-лейтенант (бриллиантовые знаки — 05.07.1888)
45. 29.01.1883 — Померанцев, Всеволод Павлович, генерал-лейтенант
46. 17.04.1883 — Апухтин, Александр Львович, тайный советник (бриллиантовые знаки — 22.07.1890)
47. 22.04.1883 — Ольшевский, Мелентий Яковлевич, генерал от инфантерии (бриллиантовые знаки — 30.08.1890)
48. 15.05.1883 — Александр (Добрынин), архиепископ Литовский и Виленский
49. 15.05.1883 — Аллер, Александр Самойлович, генерал-лейтенант (бриллиантовые знаки — 30.08.1887)
50. 15.05.1883 — Багговут, Карл Фёдорович, генерал-лейтенант (бриллиантовые знаки — 30.08.1890)
51. 15.05.1883 — Батюшков, Помпей Николаевич, тайный советник
52. 15.05.1883 — Бунге, Николай Христианович, тайный советник (бриллиантовые знаки — 01.01.1889)
53. 15.05.1883 — Верховцев, Аполлон Ильич, действительный тайный советник
54. 15.05.1883 — Веселаго, Феодосий Фёдорович, тайный советник (бриллиантовые знаки — 09.04.1889)
55. 15.05.1883 — Весёлкин, Михаил Александрович, тайный советник
56. 15.05.1883 — Воронцов-Дашков, Илларион Иванович, граф, генерал-лейтенант (бриллиантовые знаки — 24.04.1888)
57. 15.05.1883 — Гедда, Михаил Фёдорович, тайный советник
58. 15.05.1883 — Глебов, Иван Тимофеевич, тайный советник
59. 15.05.1883 — Гойнинген-Гюне, Александр Фёдорович, барон, тайный советник (бриллиантовые знаки — 16.08.1893)
60. 15.05.1883 — Девель, Фёдор Данилович, генерал-лейтенант
61. 15.05.1883 — Деллингсгаузен, Эдуард Карлович, барон, генерал-лейтенант
62. 15.05.1883 — Джемарджидзев, Михаил Григорьевич, генерал-лейтенант
63. 15.05.1883 — Доргобужинов, Владимир Ипполитович, тайный советник
64. 15.05.1883 — Дурново, Пётр Павлович, генерал-лейтенант (бриллиантовые знаки — 13.08.1903)
65. 15.05.1883 — Журавский, Дмитрий Иванович, тайный советник
66. 15.05.1883 — Зиновьев, Василий Васильевич (генерал), генерал-адъютант Его Императорского Величества (бриллиантовые знаки — 30.08.1888)
67. 15.05.1883 — Иоанн (Петин), архиепископ Полтавский и Переяславский
68. 15.05.1883 — Икскуль, Карл Петрович, тайный советник (бриллиантовые знаки — 11.06.1887)
69. 15.05.1883 — Каханов, Михаил Семёнович, действительный тайный советник (бриллиантовые знаки — 01.01.1888)
70. 15.05.1883 — Кушелев, Сергей Егорович, генерал от инфантерии (бриллиантовые знаки — 30.08.1887)
71. 15.05.1883 — Лисянский, Платон Юрьевич, вице-адмирал (бриллиантовые знаки — 18.02.1887)
72. 15.05.1883 — Любощинский, Марк Николаевич, действительный тайный советник (бриллиантовые знаки — 30.08.1886)
73. 15.05.1883 — Мансуров, Борис Павлович, действительный тайный советник (бриллиантовые знаки — 01.01.1888)
74. 15.05.1883 — Мария Фёдоровна, императрица Всероссийская
75. 15.05.1883 — Мартынов, Павел Александрович, действительный тайный советник (бриллиантовые знаки — 21.04.1891)
76. 15.05.1883 — Моренгейм, Артур Павлович, барон, тайный советник (бриллиантовые знаки — 01.04.1890)
77. 15.05.1883 — Нарышкин, Эммануил Дмитриевич, действительный тайный советник (бриллиантовые знаки — 24.04.1888)
78. 15.05.1883 — Никонов, Андрей Иванович, вице-адмирал (бриллиантовые знаки — 09.04.1889)
79. 15.05.1883 — Павел (Лебедев), архиепископ Карталинский и Кахетинский, экзарх Грузии и член Святейшего Синода (бриллиантовые знаки — 15.05.1891)
80. 15.05.1883 — Перелешин, Павел Александрович, вице-адмирал (бриллиантовые знаки — 23.12.1887)
81. 15.05.1883 — Победоносцев, Константин Петрович, действительный тайный советник (бриллиантовые знаки — 01.01.1888)
82. 15.05.1883 — Полнер, Иван Иванович, тайный советник (бриллиантовые знаки — 01.01.1892)
83. 15.05.1883 — Потоцкий, Болеслав Станиславович, граф, обер-шенк (бриллиантовые знаки — 07.08.1888)
84. 15.05.1883 — Пургольд, Владимир Федорович, тайный советник
85. 15.05.1883 — Риман, Карл Фёдорович, генерал-лейтенант
86. 15.05.1883 — Рот, Константин Иванович, генерал-лейтенант
87. 15.05.1883 — Рылеев, Александр Михайлович, генерал-лейтенант (бриллиантовые знаки — 1896)
88. 15.05.1883 — Савва (Тихомиров), архиепископ Тверской и Кашинский (бриллиантовые знаки — 05.04.1887)
89. 15.05.1883 — Свечин, Александр Алексеевич, генерал-адъютант Его Императорского Величества (бриллиантовые знаки — 30.08.1890)
90. 15.05.1883 — Сергий (Ляпидевский), архиепископ Кишиневский и Хотинский (бриллиантовые знаки — 06.05.1895)
91. 15.05.1883 — Скворцов, Николай Николаевич, генерал-лейтенант (бриллиантовые знаки — 30.08.1887)
92. 15.05.1883 — Старицкий, Егор Павлович, действительный тайный советник (бриллиантовые знаки — 01.01.1889)
93. 15.05.1883 — Старосельский, Дмитрий Семёнович, генерал-лейтенант
94. 15.05.1883 — Телесницкий, Алексей Владимирович, тайный советник
95. 15.05.1883 — Тилло, Эдуард Иванович, генерал-лейтенант (бриллиантовые знаки — 05.04.1887)
96. 15.05.1883 — Фиркс, Александр Александрович, барон, генерал-лейтенант (бриллиантовые знаки — 01.01.1887)
97. 15.05.1883 — Чебышёв, Пафнутий Львович, тайный советник
98. 15.05.1883 — Шернваль, Канут Генрихович, барон, тайный советник
99. 15.05.1883 — Шестаков, Иван Алексеевич, генерал-адъютант Его Императорского Величества (бриллиантовые знаки — 10.05.1886)
100. 15.05.1883 — Шестаков, Пётр Дмитриевич, тайный советник
101. 15.05.1883 — Эристов, Георгий Романович, князь, генерал от кавалерии (бриллиантовые знаки — 06.10.1888)
102. 20.06.1883 — Вердер, Бернгард Франц Вильгельм, генерал-лейтенант прусской службы
103. 24.08.1883 — Ванновский, Пётр Семёнович, генерал от инфантерии (бриллиантовые знаки — 30.08.1886)
104. 30.08.1883 — Колпаковский, Герасим Алексеевич, генерал-лейтенант (бриллиантовые знаки — 01.04.1891)
105. ок. 1883/1884 — Никодим I, патриарх Иерусалимский
106. 1883 или 1884 — Ковалевский, Михаил Евграфович, действительный тайный советник, сенатор
107. не позднее 1884 — Кальноки, Густав, граф, фельдмаршал-лейтенант австрийской службы
108. не позднее 1884 — Мориц, принц Саксен-Альтенбургский
109. 1884 — Софроний IV, патриарх Александрийский
110. 1884 — Фридрих Саксен-Мейнингенский, принц
111. 1884 — Эрнст Саксен-Мейнингенский, принц
112. 08.04.1884 — Богдановский, Николай Павлович, тайный советник
113. 08.04.1884 — Мориц, Петр Алексеевич, тайный советник (бриллиантовые знаки — 16.03.1893)
114. 06.05.1884 — Анучин, Дмитрий Гаврилович, генерал-лейтенант (бриллиантовые знаки — 01.01.1896)
115. 06.05.1884 — Гадолин, Аксель Вильгельмович, генерал-лейтенант
116. 06.05.1884 — Галл Александр Александрович, генерал-адъютант Его Императорского Величества (бриллиантовые знаки — 30.08.1888)
117. 06.05.1884 — Жандр, Александр Павлович, вице-адмирал (бриллиантовые знаки — 01.04.1890)
118. 06.05.1884 — Качалов, Иван Андреевич, генерал-лейтенант
119. 06.05.1884 — Ромишевский, Владислав Феликсович, генерал-лейтенант (бриллиантовые знаки — 30.08.1891)
120. 06.05.1884 — Степанов, Пётр Александрович, генерал от инфантерии (бриллиантовые знаки — 30.08.1888)
121. 06.05.1884 — Фадеев, Александр Александрович, генерал от артиллерии (бриллиантовые знаки — 30.08.1888)
122. 06.05.1884 — Эссен, Александр Антонович, генерал-лейтенант
123. 30.08.1884 — Гурко, Иосиф Владимирович, генерал от кавалерии (бриллиантовые знаки — 30.08.1887)
124. 30.08.1884 — Каханов, Иван Семёнович, генерал-лейтенант (бриллиантовые знаки — 09.04.1889)
125. 16.09.1884 — Волкенштейн-Тростбург, Антон Карл фон, граф (бриллиантовые знаки)
126. 13.12.1884 — Мондель, Фридрих фон, барон, фельдмаршал-лейтенант австрийской службы
127. 14.12.1884 — Ахшарумов, Вениамин Иванович, генерал-лейтенант (бриллиантовые знаки — 10.08.1895)
128. 19.12.1884 — Горковенко, Николай Степанович, вице-адмирал (бриллиантовые знаки — 01.01.1900)
129. не позднее 1885 — Иоганн, принц Шлезвиг-Гольштейн-Зондербург-Глюксбургский
130. 1885 — Степанов, Василий Петрович, тайный советник (бриллиантовые знаки — 27.10.1888)
131. 1885 — Форселлес, Эдуард Фёдорович, барон, генерал от артиллерии (бриллиантовые знаки — 01.04.1890)
132. 01.01.1885 — Веселовский, Константин Степанович, тайный советник
133. 01.01.1885 — Кранц, Фердинанд Фердинандович, тайный советник, сенатор
134. 01.01.1885 — Перцов, Александр Петрович, тайный советник
135. 24.03.1885 — Велёпольский, Александр, шталмейстер (бриллиантовые знаки — 01.04.1890)
136. 24.03.1885 — Черкасов, Борис Иванович, тайный советник (бриллиантовые знаки — 16.03.1893)
137. 26.03.1885 — Альберт, принц Саксен-Альтенбургский, герцог Саксонский
138. 13.06.1885 — Свистунов, Александр Павлович, генерал-лейтенант (бриллиантовые знаки — 30.08.1889)
139. 18.07.1885 — Макар I (Тер-Петросян), Католикос всех армян
140. 30.08.1885 — Бабкин, Григорий Данилович, генерал от инфантерии
141. 30.08.1885 — Имеретинский, Александр Константинович, светлейший князь, генерал-адъютант Его Императорского Величества (бриллиантовые знаки — 30.08.1888)
142. 30.08.1885 — Кучевский, Мартын Альбертович, генерал-лейтенант
143. 30.08.1885 — Мусин-Пушкин, Александр Иванович, граф, генерал-лейтенант (бриллиантовые знаки — 30.08.1889)
144. 30.08.1885 — Нотбек, Владимир Васильевич, генерал-лейтенант (бриллиантовые знаки — 30.08.1891)
145. 30.08.1885 — Радецкий, Фёдор Фёдорович, генерал-адъютант Его Императорского Величества (бриллиантовые знаки — 30.08.1888)
146. 30.08.1885 — Форш, Эдуард Иоганнович, генерал-лейтенант
147. 24.12.1885 — Тааффе, Эдуард, граф, министр-президент Австрии
148. ок. 1885/1886 — Рамберг, Герман Фридрих фон, барон, генерал от кавалерии австро-венгерской службы
149. ок. 1886 — Антуан-Мари-Луи-Филипп, герцог де Монпансье, инфант Испанский
150. 1886 — Ибрагим Эдхем-паша, великий визирь, посол Османской Империи в России
151. 01.01.1886 — Бер, Дмитрий Борисович, тайный советник (бриллиантовые знаки — 01.01.1893)
152. 01.01.1886 — Галкин-Враской, Михаил Николаевич, тайный советник (бриллиантовые знаки — 30.08.1890)
153. 01.01.1886 — Георгиевский, Александр Иванович, тайный советник (бриллиантовые знаки — 30.08.1891)
154. 01.01.1886 — Цеэ, Василий Андреевич, действительный тайный советник (бриллиантовые знаки — 20.01.1890)
155. 20.03.1886 — Палладий (Раев), архиепископ Казанский и Свияжский (бриллиантовые знаки — 15.05.1892)
156. 20.03.1886 — Серафим (Протопопов), епископ Самарский и Ставропольский
157. 13.04.1886 — Волконский, Михаил Сергеевич, князь, тайный советник и егермейстер (бриллиантовые знаки — 01.01.1894)
158. 13.04.1886 — Николаев, Павел Никитич, тайный советник (бриллиантовые знаки — 01.01.1895)
159. 06.05.1886 — Дризен, Александр Фёдорович, барон, генерал-адъютант Его Императорского Величества
160. 06.06.1886 — Цимсен, Алексей Васильевич, тайный советник
161. 14.06.1886 — Стромилов Иван Николаевич, вице-адмирал (бриллиантовые знаки — 01.04.1901)
162. 30.06.1886 — Панафидин, Иван Павлович, вице-адмирал (бриллиантовые знаки — 30.08.1892)
163. 02.07.1886 — Алтухов, Захарий Никифорович, генерал-лейтенант
164. 30.08.1886 — Быков, Александр Михайлович, тайный советник, лекарь
165. 30.08.1886 — Бюлер, Фёдор Андреевич, барон, действительный тайный советник (бриллиантовые знаки — 10.08.1893)
166. 30.08.1886 — Воейков, Николай Васильевич, генерал-лейтенант (бриллиантовые знаки — 30.08.1889)
167. 30.08.1886 — Голицын, Сергей Павлович, князь, генерал-лейтенант
168. 30.08.1886 — Дедюлин, Александр Яковлевич, генерал-лейтенант (бриллиантовые знаки — 02.03.1890)
169. 30.08.1886 — Маиевский, Николай Владимирович, генерал-лейтенант
170. 30.08.1886 — Павлов, Платон Петрович, генерал-лейтенант (бриллиантовые знаки — 30.08.1894)
171. 30.08.1886 — Петрушевский, Михаил Фомич, генерал-лейтенант
172. 30.08.1886 — Столыпин, Аркадий Дмитриевич, генерал от артиллерии (бриллиантовые знаки — 30.08.1890)
173. 30.08.1886 — Шереметев, Сергей Алексеевич, генерал-адъютант Его Императорского Величества (бриллиантовые знаки — 30.08.1890)
174. 20.12.1886 — Кругликов, Аполлон Павлович, тайный советник
175. 23.12.1886 — Стааль, Фёдор Гедеонович, вице-адмирал
176. ок. 1887 — Рама V, король Сиамский
177. 1887 — Луциано де Кастро Перейра Корте-Реаль, Жозе, премьер-министр Португалии
178. 01.01.1887 — Биппен, Николай Николаевич, тайный советник (бриллиантовые знаки — 01.01.1894)
179. 01.01.1887 — Лерхе, Эдуард Васильевич, тайный советник
180. 01.01.1887 — Манганари, Михаил Павлович, адмирал
181. 01.01.1887 — Мартынов, Михаил Алексеевич, тайный советник
182. 01.01.1887 — Самсонов, Гавриил Петрович, генерал от инфантерии (бриллиантовые знаки — 30.08.1892)
183. 01.01.1887 — Чихачёв, Николай Матвеевич, вице-адмирал (бриллиантовые знаки — 01.01.1890)
184. 05.04.1887 — Андреев, Николай Николаевич, вице-адмирал
185. 05.04.1887 — Зеленой, Александр Ильич, адмирал (бриллиантовые знаки — 01.01.1891)
186. 05.04.1887 — Нейдгарт, Борис Александрович, гофмейстер (бриллиантовые знаки — 16.03.1893)
187. 05.04.1887 — Обермиллер, Александр Леонтьевич, тайный советник, лекарь
188. 05.04.1887 — Стеценко, Василий Александрович, вице-адмирал (бриллиантовые знаки — 21.04.1891)
189. 05.04.1887 — Трубецкой, Сергей Никитич, князь, тайный советник (бриллиантовые знаки — 28.03.1893)
190. 05.04.1887 — Феогност (Лебедев, Георгий Иванович), архиепископ Владимирский и Суздальский (бриллиантовые знаки — 14.05.1896)
191. 05.04.1887 — Филиппов, Тертий Иванович, тайный советник (бриллиантовые знаки — 01.01.1894)
192. 05.04.1887 — Эрнрот, Казимир Густавович, генерал-лейтенант (бриллиантовые знаки — 01.01.1890)
193. 05.04.1887 — Янышев, Иоанн Леонтьевич, протопресвитер соборов (бриллиантовые знаки — 14.11.1894)
194. 06.05.1887 — Половцов, Александр Александрович, действительный тайный советник (бриллиантовые знаки — 01.01.1891)
195. 06.05.1887 — Святополк-Мирский, Николай Иванович, князь, генерал-лейтенант (бриллиантовые знаки — 30.08.1893)
196. 23.05.1887 — Митрофан (Вицинский), архиепископ Донской и Новочеркасский
197. 08.06.1887 — Константин I, король Греции
198. 30.08.1887 — Боткин, Сергей Петрович, тайный советник, почетный лейб-медик Двора Его Императорского Величества
199. 30.08.1887 — Жуковский, Михаил Михайлович, генерал от артиллерии (бриллиантовые знаки — 14.04.1890)
200. 30.08.1887 — Калачёв, Аркадий Иванович, генерал-лейтенант (бриллиантовые знаки — 30.08.1890)
201. 30.08.1887 — Караваев, Владимир Афанасьевич, тайный советник
202. 30.08.1887 — Корсаков, Никита Васильевич, генерал от инфантерии (бриллиантовые знаки — 08.08.1889)
203. 30.08.1887 — Рерберг, Пётр Фёдорович, генерал-лейтенант (бриллиантовые знаки — 30.08.1894)
204. 30.08.1887 — Стюрлер, Александр Николаевич, генерал от кавалерии (бриллиантовые знаки — 30.08.1891)
205. 30.08.1887 — Трапп Юлий Карлович, тайный советник
206. 30.08.1887 — Фриде, Александр Яковлевич, генерал-лейтенант (бриллиантовые знаки — 30.08.1891)
207. не позднее 1888 — Папе, Александр Август Вильгельм фон, генерал-фельдмаршал прусской службы
208. 1888 — Бисмарк, Герберт фон, князь, министр иностранных дел Германии
209. 1888 — Греппи, Джузеппе, граф, посол Италии в России
210. 01.01.1888 — Кузнецов, Дмитрий Иванович, адмирал
211. 01.01.1888 — Медем, Михаил Николаевич, барон, тайный советник (бриллиантовые знаки — 01.01.1894)
212. 01.01.1888 — Розинг, Илиодор Иванович, сенатор, тайный советник (бриллиантовые знаки — 18.05.1899)
213. 01.01.1888 — Сергиевский, Николай Александрович, тайный советник
214. 01.01.1888 — Шварц, Сергей Павлович, вице-адмирал (бриллиантовые знаки — 21.08.1896)
215. 01.01.1888 — Шульц, Павел Антонович, тайный советник (бриллиантовые знаки — 17.06.1900)
216. 22.04.1888 — Олсуфьев, Алексей Васильевич, граф, генерал-лейтенант (бриллиантовые знаки — 14.05.1896)
217. 24.04.1888 — Дионисий (Хитров), епископ Уфимский и Мензелинский
218. 24.04.1888 — Пфель, Владимир Карлович, тайный советник (бриллиантовые знаки — 16.03.1893)
219. 11.08.1888 — Христофор, принц Греческий
220. 19.08.1888 — Гернгрос, Александр Родионович, инженер-генерал-лейтенант
221. 30.08.1888 — Вельяминов, Николай Николаевич, генерал от инфантерии (бриллиантовые знаки — 30.08.1891)
222. 30.08.1888 — Данилов, Михаил Павлович, генерал-лейтенант (бриллиантовые знаки — 14.05.1896)
223. 30.08.1888 — Дараган, Дмитрий Иванович, генерал от инфантерии
224. 30.08.1888 — Махотин, Николай Антонович, генерал-лейтенант (бриллиантовые знаки — 30.08.1892)
225. 30.08.1888 — Мезенцов, Пётр Иванович, генерал-лейтенант
226. 30.08.1888 — Обручев, Николай Николаевич, генерал от инфантерии (бриллиантовые знаки — 30.08.1891)
227. 30.08.1888 — Рооп, Христофор Христофорович, генерал от инфантерии (бриллиантовые знаки — 01.01.1895)
228. 30.08.1888 — Таубе, Максим Антонович, барон, генерал-лейтенант (бриллиантовые знаки — 30.08.1893)
229. 30.08.1888 — Шаховской, Иван Фёдорович, князь, генерал-адъютант Его Императорского Величества
230. 30.08.1888 — Якимович, Александр Алексеевич, генерал-лейтенант (бриллиантовые знаки — 06.12.1894)
231. 06.10.1888 — Багратион-Мухранский, Иван Константинович, князь, генерал-лейтенант
232. 06.10.1888 — Попко, Иван Диомидович, генерал-лейтенант
233. 06.10.1888 — Цёге-фон-Мантейфель, Николай Максимович, генерал-лейтенант
234. 15.10.1888 — Пещуров, Алексей Алексеевич, вице-адмирал
235. 1889 — Гакстгаузен, обер-шталмейстер Двора Его Величества короля Датского
236. 1889 — Фридрих Вильгельм, принц Гогенлоэ-Ингельфинген
237. 1889 — Левенскольд, Карл фон, обер-гофмаршал Двора короля Датского (бриллиантовые знаки — 1904)
238. 1889 — Майбах, Альберт фон, министр торговли Пруссии
239. 1889 — Осман Нури-паша, маршал Османской Империи
240. 1889 — Перпоншер Седльницкий, Фридрих фон, граф, генерал от инфантерии прусской службы
241. 1889 — Плесс, Ганс Генрих XI, князь и герцог фон Плесс, граф фон Гохберг
242. 1889 — Путткаммер, Роберт Виктор фон, барон, министр внутренних дел Пруссии
243. 1889 — Раух, Фёдор фон, обер-шталмейстер двора прусского короля
244. 1889 — Тауфик-паша, хедив Египетский
245. 1889 — Трикупис, Харилаос, премьер-министр Греции
246. 1889 — Штольберг-Вернигероде, Отто цу, граф, министр Двора короля Германского, обер-камергер (бриллиантовые знаки)
247. 1889 — Эйленбург, Август Людвиг цу[нем.], граф (бриллиантовые знаки — 1892)
248. не позднее 1889 — Эрнст Людвиг, великий герцог Гессен-Дармштадтский
249. 01.01.1889 — Безобразов, Владимир Павлович, тайный советник
250. 01.01.1889 — Вышнеградский, Иван Алексеевич, тайный советник (бриллиантовые знаки — 01.01.1893)
251. 01.01.1889 — Дурново, Иван Николаевич, статс-секретарь Его Императорского Величества (бриллиантовые знаки — 01.01.1894)
252. 01.01.1889 — Кокшаров, Николай Иванович, тайный советник (бриллиантовые знаки — 21.04.1891)
253. 01.01.1889 — Манасеин, Николай Авксентьевич, тайный советник (бриллиантовые знаки — 01.01.1894)
254. 01.01.1889 — Ровинский, Дмитрий Александрович, тайный советник
255. 01.01.1889 — Сипягин, Всеволод Николаевич, генерал-лейтенант
256. 01.01.1889 — Тизенгаузен, Николай Оттович, барон, тайный советник, сенатор
257. 09.04.1889 — Гавриил (Кикодзе), святитель, епископ Имеретинский
258. 09.04.1889 — Герман (Осецкий), епископ Кавказский и Екатеринодарский
259. 09.04.1889 — Гудовский, Логгин Егорович, тайный советник
260. 09.04.1889 — Манвелов, Александр Николаевич, князь, генерал от кавалерии, действительный тайный советник (бриллиантовые знаки — 17.04.1894)
261. 09.04.1889 — Ненарокомов, Иван Александрович, тайный советник
262. 09.04.1889 — Оом, Фёдор Адольфович, тайный советник (бриллиантовые знаки — 17.04.1894)
263. 09.04.1889 — Остен-Сакен, Фёдор Романович, барон, тайный советник (бриллиантовые знаки — 27.12.1903)
264. 09.04.1889 — Павел (Доброхотов), епископ Олонецкий и Петрозаводский
265. 09.04.1889 — Скалон, Николай Антонович, генерал-лейтенант (бриллиантовые знаки — 17.04.1894)
266. 09.04.1889 — Смирнов, Николай Павлович, тайный советник
267. 09.04.1889 — Стааль, Егор Егорович, барон, действительный тайный советник (бриллиантовые знаки — 18.01.1895)
268. 09.04.1889 — Тернер, Фёдор Густавович, тайный советник (бриллиантовые знаки — знаки 11.01.1901)
269. 08.08.1889 — Белокопытов, Сергей Дмитриевич, генерал-лейтенант
270. 13.08.1889 — Орловский, Николай Осипович, генерал-лейтенант (бриллиантовые знаки — 06.12.1894)
271. 30.08.1889 — Горемыкин, Александр Дмитриевич, генерал-лейтенант (бриллиантовые знаки — 06.12.1895)
272. 30.08.1889 — Грессер, Пётр Аполлонович, генерал-лейтенант
273. 30.08.1889 — Дандевиль, Виктор Дезидерьевич, генерал-лейтенант (бриллиантовые знаки — 14.02.1894)
274. 30.08.1889 — Драгомиров, Михаил Иванович, генерал-адъютант Его Императорского Величества (бриллиантовые знаки — 30.08.1894)
275. 30.08.1889 — Заика, Владимир Денисович, тайный советник
276. 30.08.1889 — Зверев, Николай Яковлевич, генерал-лейтенант (бриллиантовые знаки — 14.05.1896)
277. 30.08.1889 — Корф, Андрей Николаевич, барон, генерал-адъютант Его Императорского Величества (бриллиантовые знаки — 30.08.1891)
278. 30.08.1889 — Мельницкий, Николай Николаевич, генерал-лейтенант
279. 30.08.1889 — Пещуров, Михаил Алексеевич, тайный советник
280. 30.08.1889 — Розенбах, Николай Оттонович, генерал-лейтенант (бриллиантовые знаки — 01.01.1895)
281. 30.08.1889 — Татищев, Иван Дмитриевич, граф, генерал-лейтенант (бриллиантовые знаки — 06.12.1895)
282. 30.08.1889 — Цытович, Эраст Степанович, генерал-лейтенант (бриллиантовые знаки — 30.08.1894)
283. 09.12.1889 — Алхазов, Яков Кайхосрович, генерал-лейтенант (бриллиантовые знаки — 10.08.1894)
284. 21.12.1889 — Рейсс, Генрих XVIII, принц Рейсс-Кёстриц (младшей линии)
285. 1890 — Мухаммед Таги Мирза Рукнуд Доулэ, правитель Хорасана
286. не позднее 1890 — Арисугава-но-мия Тарухито, принц Японии
287. не позднее 1890 — Комацу-но-мия Акихито, принц Японии
288. 01.01.1890 — Безобразов, Алексей Порфирьевич, тайный советник (бриллиантовые знаки — 24.02.1898)
289. 01.01.1890 — Гартинг, Николай Мартынович, тайный советник
290. 01.01.1890 — Гюббенет, Адольф Яковлевич, статс-секретарь Его Императорского Величества
291. 01.01.1890 — Капустин, Михаил Николаевич, тайный советник (бриллиантовые знаки — 21.09.1899)
292. 01.01.1890 — Мордвинов, Семён Александрович, тайный советник (бриллиантовые знаки — 01.01.1899)
293. 01.01.1890 — Пятницкий, Александр Иванович, тайный советник (бриллиантовые знаки — 26.08.1897)
294. 01.01.1890 — Репинский, Григорий Козьмич, тайный советник (бриллиантовые знаки — 16.05.1902)
295. 01.01.1890 — Штакельберг, Фёдор Федорович, барон, тайный советник
296. 15.01.1890 — Залесов, Николай Гаврилович, генерал-лейтенант (бриллиантовые знаки — 06.12.1895)
297. 01.04.1890 — Вениамин (Быковский), епископ Черниговский и Нежинский
298. 01.04.1890 — Вешняков, Владимир Иванович, статс-секретарь Его Императорского Величества (бриллиантовые знаки — 14.05.1896)
299. 01.04.1890 — Голицын, Борис Федорович, князь, обер-егермейстер (бриллиантовые знаки — 02.04.1895)
300. 01.04.1890 — Завойко, Василий Степанович, адмирал
301. 01.04.1890 — Зиновьев, Иван Алексеевич, тайный советник (бриллиантовые знаки — 30.04.1899)
302. 01.04.1890 — Корф, Константин Николаевич, барон, гофмейстер
303. 01.04.1890 — Марков, Павел Алексеевич, тайный советник (бриллиантовые знаки — 01.01.1901)
304. 01.04.1890 — Нелидов, Александр Иванович, тайный советник (бриллиантовые знаки — 02.04.1897)
305. 01.04.1890 — Никанор (Бровкович), архиепископ Херсонский и Одесский
306. 01.04.1890 — Орлов-Давыдов, Анатолий Владимирович, граф, генерал-лейтенант (бриллиантовые знаки — 14.05.1896)
307. 01.04.1890 — Пилкин, Константин Павлович, вице-адмирал (бриллиантовые знаки — 06.12.1894)
308. 01.04.1890 — Рихтер Петр Александрович, статс-секретарь Его Императорского Величества
309. 01.04.1890 — Юсупов, Николай Борисович (младший), князь, гофмейстер
310. 14.04.1890 — Башилов, Пётр Александрович, генерал-лейтенант (бриллиантовые знаки — 06.12.1894)
311. 20.05.1890 — Виктор Эммануил III, король Италии
312. 15.07.1890 — Медем, Николай Николаевич, генерал-лейтенант, барон
313. 22.07.1890 — Клемм, Оскар Карлович, генерал от инфантерии
314. 30.08.1890 — Данилович, Григорий Григорьевич, генерал-адъютант Его Императорского Величества (бриллиантовые знаки — 02.08.1893)
315. 30.08.1890 — Кильхен, Сергей Алексеевич, генерал-лейтенант
316. 30.08.1890 — Пещуров, Пётр Алексеевич, тайный советник
317. 30.08.1890 — Платов, Александр Степанович, генерал от артиллерии
318. 30.08.1890 — Прибиль, Николай Иванович, тайный советник
319. 30.08.1890 — Чавчавадзе, Захарий Гульбатович, князь, генерал-лейтенант (бриллиантовые знаки — 20.08.1895)
320. не позднее 1891 — Вильгельм Николай, герцог Вюртембергский
321. не позднее 1891 — Карно, Мари Франсуа, президент Франции
322. ок. 1891 — Адольф Фридрих V, великий герцог Мекленбург-Стрелицкий
323. 1891 — Арисугава-но-мия Такэхито, принц Японии
324. 1891 — Дмитрий Павлович, великий князь
325. 1891 — Китасиракава-но-мия Ёсихиса, принц Японии
326. 1891 — Лабулэ, Антуан Рене Поль Лефевр де, посол Франции в Петербурге
327. 1891 — Лендорф, Генрих фон, граф, генерал-адъютант прусского короля
328. 1891 — Рибо, Александр, министр иностранных дел Франции (бриллиантовые знаки — 16.05.1915)
329. 1891 — Фрейсине, Шарль, военный министр Франции
330. 01.01.1891 — Всеволожский, Дмитрий Андреевич, вице-адмирал
331. 01.01.1891 — Ленц, Эдуард Эдуардович, тайный советник
332. 01.01.1891 — Нератов, Анатолий Иванович, тайный советник
333. 01.01.1891 — Оржевский, Пётр Васильевич, генерал-лейтенант (бриллиантовые знаки — 02.04.1895)
334. 01.01.1891 — Пахман, Семён Викентьевич, тайный советник
335. 01.01.1891 — Ренненкампф, Константин Карлович, действительный тайный советник (бриллиантовые знаки — 01.01.1895)
336. 01.01.1891 — Сабуров, Пётр Александрович, тайный советник (бриллиантовые знаки — 25.12.1904)
337. 01.01.1891 — Сиверс, Эммануил Карлович, граф, обер-гофмейстер, сенатор (бриллиантовые знаки — 1897)
338. 01.01.1891 — Ушаков, Сергей Петрович, тайный советник, сенатор
339. 01.01.1891 — Харитонов, Алексей Александрович, действительный тайный советник (бриллиантовые знаки — 01.01.1896)
340. 01.01.1891 — Шамшин, Иван Иванович, тайный советник (бриллиантовые знаки — 09.03.1895)
341. 01.01.1891 — Яновский, Кирилл Петрович, тайный советник (бриллиантовые знаки — 01.01.1895)
342. 25.01.1891 — Франц Фердинанд, эрцгерцог Австрийский-Эсте
343. 11.04.1891 — Ферспик, Густав, барон, генерал-адъютант короля Вильгельма III
344. 21.04.1891 — Безак, Николай Александрович, генерал-лейтенант (бриллиантовые знаки — 14.05.1896)
345. 21.04.1891 — Козлов, Александр Александрович, генерал-лейтенант (бриллиантовые знаки — 14.05.1896)
346. 21.04.1891 — Крассовский, Эдуард-Антон Яковлевич, тайный советник
347. 21.04.1891 — Плеве, Вячеслав Константинович, тайный советник (бриллиантовые знаки — 01.01.1902)
348. 21.04.1891 — Струве, Кирилл Васильевич, гофмейстер
349. 21.04.1891 — Шебеко, Николай Игнатьевич, генерал-лейтенант (бриллиантовые знаки — 02.04.1895)
350. 12.05.1891 — Божидар Петрович-Негош, министр внутренних дел Черногории (бриллиантовые знаки)
351. 15.05.1891 — Ионафан (Руднев), архиепископ Ярославский и Ростовский
352. 15.05.1891 — Иустин (Охотин), епископ Курский и Белгородский (бриллиантовые знаки — 14.05.1896)
353. 15.05.1891 — Макарий (Миролюбов), архиепископ Донской и Новочеркасский
354. 29.08.1891 — Ристич, Йован, министр иностранных дел Сербии
355. 30.08.1891 — Бобриков, Николай Иванович, генерал-лейтенант (бриллиантовые знаки — 14.05.1896)
356. 30.08.1891 — Малахов, Николай Николаевич, генерал-лейтенант (бриллиантовые знаки — 14.05.1896)
357. 30.08.1891 — Неелов, Павел Филиппович, тайный советник (бриллиантовые знаки — 14.05.1896)
358. 30.08.1891 — Подымов, Александр Дормидонтович, генерал-лейтенант (бриллиантовые знаки — 06.12.1899)
359. 30.08.1891 — Ребиндер, Александр Алексеевич, генерал от инфантерии (бриллиантовые знаки — 10.08.1894)
360. 30.08.1891 — Соханский, Георгий Дмитриевич, генерал-лейтенант
361. 30.08.1891 — Хлебников, Константин Дмитриевич, генерал-лейтенант (бриллиантовые знаки — 06.12.1899)
362. 30.08.1891 — Чавчавадзе, Николай Зурабович, князь, генерал-лейтенант
363. 30.08.1891 — Эллис, Александр Вениаминович, генерал-лейтенант (бриллиантовые знаки — 14.05.1896)
364. 1892 — Фуад-Паша, маршал Османской Империи (бриллиантовые знаки — 1893)
365. 01.01.1892 — Герард, Николай Николаевич, тайный советник (бриллиантовые знаки — 09.04.1900)
366. 01.01.1892 — Гирш, Густав Иванович, тайный советник (бриллиантовые знаки — 06.12.1900)
367. 01.01.1892 — Деспот-Зенович, Александр Иванович, тайный советник
368. 01.01.1892 — Дудинский, Михаил Фёдорович, генерал-лейтенант
369. 01.01.1892 — Кедров, Константин Васильевич, тайный советник (бриллиантовые знаки — 14.05.1896)
370. 01.01.1892 — Коробьин, Владимир Григорьевич, тайный советник, сенатор
371. 01.01.1892 — Кремер, Оскар Карлович, генерал-адъютант Его Императорского Величества (бриллиантовые знаки — 06.12.1894)
372. 01.01.1892 — Лего, Федор Петрович, тайный советник
373. 01.01.1892 — Менгден, Владимир Михайлович, барон, тайный советник (бриллиантовые знаки — 01.01.1903)
374. 01.01.1892 — Оголин, Александр Степанович, тайный советник (бриллиантовые знаки — 01.01.1910)
375. 01.01.1892 — Орлов, Иван Николаевич, тайный советник
376. 01.01.1892 — Сомов, Афанасий Николаевич, тайный советник
377. 01.01.1892 — Татищев, Александр Александрович, тайный советник, сенатор
378. 01.01.1892 — Фанстиль, Егор Иванович, тайный советник, сенатор
379. 01.04.1892 — Влангали, Александр Георгиевич, тайный советник (бриллиантовые знаки — 19.06.1902)
380. 05.04.1892 — Мещерский, Александр Васильевич, князь, шталмейстер
381. 15.05.1892 — Гермоген (Добронравин), епископ Псковский и Порховский
382. 14.06.1892 — Балинский, Иван Михайлович, тайный советник
383. 30.08.1892 — Величко, Филадельф Кириллович, генерал-лейтенант
384. 30.08.1892 — Пестич, Филимон Васильевич, генерал-лейтенант
385. 30.08.1892 — Чемерзин, Алексей Яковлевич, генерал-лейтенант (бриллиантовые знаки — 14.05.1896)
386. ок. 1893 — Александр Обренович, король Сербии
387. ок. 1893 — Милан I Обренович, король Сербии
388. 1893 — Вальдерзее, Альфред фон, генерал от кавалерии прусской службы
389. 1893 — Гольц, Макс фон дер, адмирал прусской службы (бриллиантовые знаки — 12.01.1895)
390. 1893 — Ланн, Гюстав Луи, маркиз де Монтбелло
391. 1893 — Мирза Али Асгар Хан Аминус Султан, визирь Персии
392. 01.01.1893 — Газенвинкель, Егор Васильевич, тайный советник
393. 01.01.1893 — Лилиенфельд-Тоаль, Павел Фёдорович, тайный советник (бриллиантовые знаки — 01.01.1899)
394. 01.01.1893 — Окулов, Николай Михайлович, тайный советник
395. 01.01.1893 — Сабуров, Андрей Александрович, статс-секретарь Его Императорского Величества (бриллиантовые знаки — 01.01.1903)
396. 02.01.1893 — Сеид-Абдул-Ахад-хан, эмир Бухарский (бриллиантовые знаки)
397. 16.02.1893 — Герасим (Протопапас), патриарх Иерусалимский
398. 16.03.1893 — Алексеев, Георгий Петрович, гофмейстер (бриллиантовые знаки — 13.04.1897)
399. 16.03.1893 — Горчаков, Михаил Александрович, князь, тайный советник
400. 16.03.1893 — Остен-Сакен, Николай Дмитриевич, граф, тайный советник (бриллиантовые знаки — 30.03.1901)
401. 28.03.1893 — Амилахори, Иван Гивич, князь, генерал-лейтенант (бриллиантовые знаки — 06.12.1899)
402. 03.06.1893 — Мкртич I Хримян, католикос всех Армян
403. 09.08.1893 — Георг V, король Великобритании
404. 30.08.1893 — Бунаков, Василий Александрович, генерал-лейтенант (бриллиантовые знаки — 14.05.1896)
405. 30.08.1893 — Вревский, Александр Борисович, барон, генерал-лейтенант (бриллиантовые знаки — 14.05.1896)
406. 30.08.1893 — Зедделер, Логгин Логгинович, барон, генерал-лейтенант
407. 30.08.1893 — Нарбут, Александр Николаевич, генерал от инфантерии
408. 30.08.1893 — Овандер, Яков Иванович, генерал-лейтенант (бриллиантовые знаки — 14.05.1896)
409. 30.08.1893 — Шишкин, Николай Павлович, тайный советник (бриллиантовые знаки — 13.06.1898)
410. не позднее 1894 — Каприви, Лео фон, граф, генерал от инфантерии прусской службы
411. 1894 — Девель, Жюль, министр юстиции Франции
412. 1894 — Дюпюи, Шарль, премьер-министр Франции
413. 1894 — Кудрин, Владимир Сергеевич, тайный советник (бриллиантовые знаки — 06.04.1903)
414. 1894 — Маршал фон Биберштейн, Адольф, барон, министр иностранных дел Германии (бриллиантовые знаки — 1903)
415. 1894 — Серебряков, Александр Тимофеевич, тайный советник
416. 1894 — Соссье, Феликс Густав, дивизионный генерал французской службы (бриллиантовые знаки — 1896)
417. 01.01.1894 — Малковский, Константин Осипович, тайный советник
418. 01.01.1894 — Протасов-Бахметев, Николай Алексеевич, граф, генерал-лейтенант (бриллиантовые знаки — 14.05.1896)
419. 24.01.1894 — Захарьин, Григорий Антонович, тайный советник
420. 10.04.1894 — Пальмен, Иоган Филипп, барон, вице-председатель Судебного департамента Финляндского сената
421. 17.04.1894 — Арсеньев, Дмитрий Сергеевич, вице-адмирал (бриллиантовые знаки — 14.05.1896)
422. 17.04.1894 — Бобринский, Александр Алексеевич, граф, обер-гофмейстер (бриллиантовые знаки — 01.01.1899)
423. 17.04.1894 — Брок, Николай Петрович, генерал-лейтенант (бриллиантовые знаки — 28.03.1904)
424. 17.04.1894 — Васильковский, Антон Степанович, генерал-лейтенант
425. 17.04.1894 — Властов, Георгий Константинович, тайный советник (бриллиантовые знаки — 08.12.1896)
426. 17.04.1894 — Голицын, Иван Михайлович, князь, гофмейстер
427. 17.04.1894 — Шиллинг, Николай Густавович, барон, вице-адмирал (бриллиантовые знаки — 14.05.1896)
428. 15.05.1894 — Амвросий (Ключарёв), архиепископ Харьковский и Ахтырский
429. 15.05.1894 — Базаров, Иван Иванович, протоиерей
430. 15.05.1894 — Варсонофий (Охотин), епископ Симбирский и Сызранский
431. 15.05.1894 — Владимир (Петров), архиепископ Казанский и Свияжский
432. 15.05.1894 — Евгений (Шерешилов), епископ Могилевский и Мстиславский
433. 15.05.1894 — Мартиниан (Муратовский), епископ Таврический и Симферопольский
434. 15.05.1894 — Феоктист (Попов), архиепископ Рязанский и Зарайский
435. 08.08.1894 — Альбрехт, герцог Вюртембергский
436. 08.08.1894 — Георг, принц Греческий
437. 08.08.1894 — Кристиан X, король Дании
438. 08.08.1894 — Луитпольд, принц-регент Баварии
439. 08.08.1894 — Людвиг III, король Баварии
440. 08.08.1894 — Рама VI, король Сиамский
441. 08.08.1894 — Фердинанд I, король Румынский
442. 08.08.1894 — Фридрих Август III, король Саксонии
443. 30.08.1894 — Винберг, Виктор Фёдорович, генерал-лейтенант (бриллиантовые знаки — 07.08.1901)
444. 30.08.1894 — Григорьев, Дмитрий Петрович, генерал-лейтенант
445. 30.08.1894 — Дмитровский, Виктор Иванович, генерал-лейтенант (бриллиантовые знаки — 01.01.1901)
446. 30.08.1894 — Духовский, Сергей Михайлович, генерал-лейтенант (бриллиантовые знаки — 14.05.1896)
447. 30.08.1894 — Леер, Генрих Антонович, генерал-лейтенант (бриллиантовые знаки — 13.06.1898)
448. 30.08.1894 — Лейхт, Степан Андреевич, генерал-лейтенант (бриллиантовые знаки — 06.12.1899)
449. 30.08.1894 — Струков, Александр Петрович, генерал-лейтенант (бриллиантовые знаки — 06.12.1901)
450. 30.08.1894 — Уньковский, Сергей Семёнович, генерал-лейтенант (бриллиантовые знаки — 26.10.1898)
451. 30.08.1894 — Черевин, Пётр Александрович, генерал-лейтенант